# 2007年のテレビ (日本)
2007年のテレビでは、2007年のテレビ分野（主に日本）の動向についてまとめる。

## 出来事

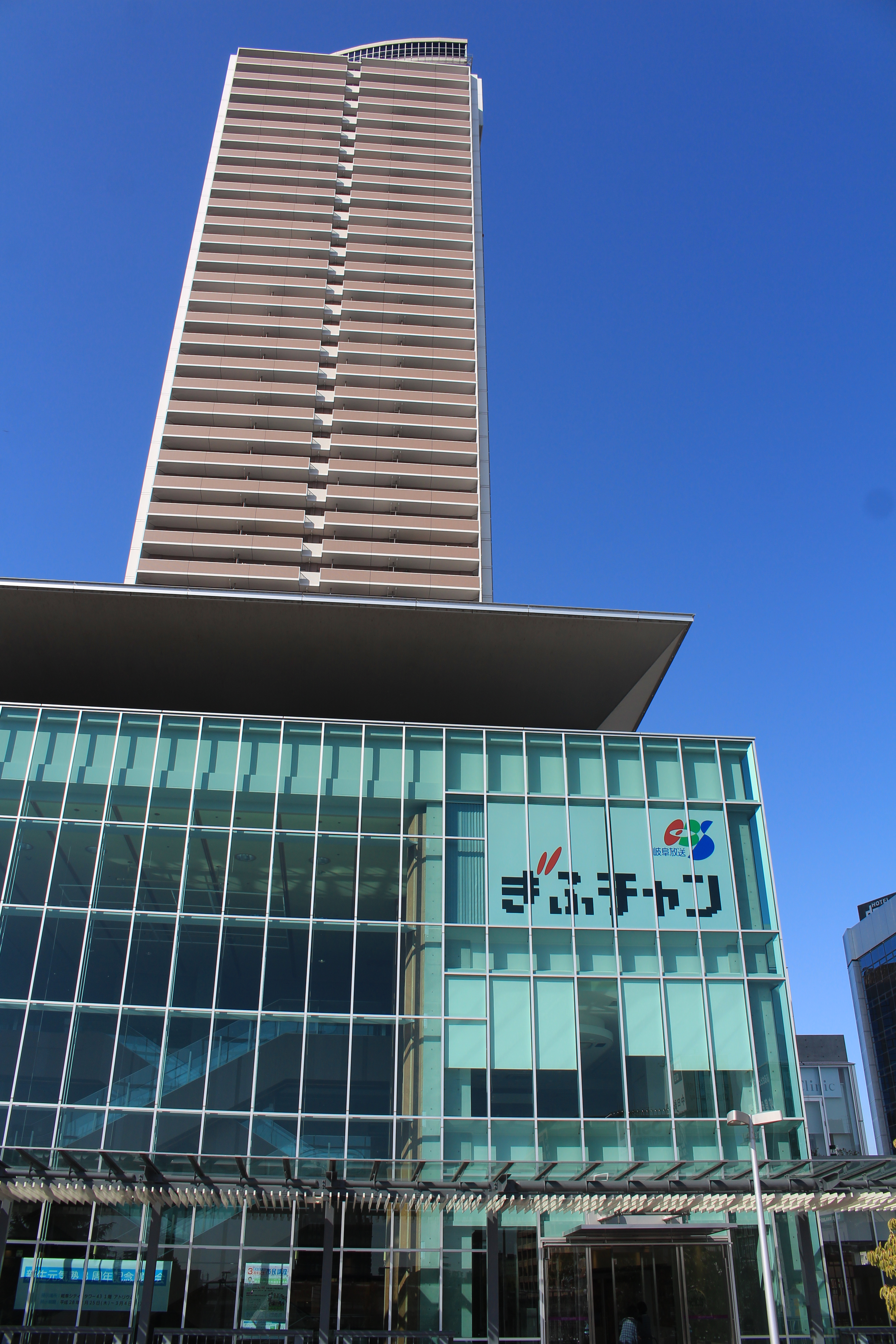
岐阜放送新社屋（岐阜シティ・タワー43）稼働開始（11月11日）

- 1月7日：フジテレビ系で放送されていた『世界名作劇場』が『家なき子レミ』以来約10年間中断後、『レ・ミゼラブル 少女コゼット』がBSフジにて復活第1作及び通算第24作目として放送開始された。
- 1月20日：関西テレビ放送、1月7日放送の「発掘!あるある大事典II」で納豆のダイエット効果のデータの捏造や画像とは異なる識者のコメントを放送するなどの行為があったことを発表した。
  - 23日付けで「発掘!あるある大事典II」の打ち切りを発表。つなぎ番組を経て4月より同時間帯はフジテレビ制作枠に（2017年現在も継続中）。
- 1月22日：TBSの「みのもんたの朝ズバッ!」で、不二家について事実と異なる内容を放送。
  - 23日、みのもんたが「廃業してほしい」などと誹謗中傷した。後に3月28日、TBSは「正確性を欠く内容があった」と誤りを認めて、4月18日、番組内で正式謝罪した。
- 4月2日：NHK教育テレビの長寿子供番組『おかあさんといっしょ』の身体表現がズーズーダンスからゴッチャ!へ2年ぶりにリニューアル。
- 7月12日：総務省が全国の放送局の幹部を呼び出し、参院選の当落報道を慎重に行うよう要請した。
- 8月7日：鳥取県内で『水曜どうでしょうClassic』が放送された際、鳥取砂丘の砂を採取したことが自然公園法で禁じられた行為であったことが、視聴者より発覚。23日に環境省近畿地方環境事務所から文書にて、砂丘に番組名を大書したことが規定違反であったと、厳重注意された。
- 9月30日：NHK衛星アナログハイビジョン放送（BS9ch）の放送が終了。
- 10月1日
  - 北海道の地上デジタル放送にて、既に開始している札幌地区を除く全域のNHKの親局全局にて、同放送を開始（民放も同一地域にて送信所を開局したものの、コールサインが付与されていない為、親局ではない）。これにより、日本全国のテレビ局の親局に於ける地上デジタル放送開始が完了。（詳細は、#地上デジタル放送開始の項を参照。）
  - 岐阜放送が局愛称「ぎふチャン」を制定。
- 11月11日：岐阜放送の演奏所が岐阜市今小町から同市橋本町の複合高層ビル「岐阜シティ・タワー43」に移転（本社機能は10月13日のグランドオープン時に先行移転）、稼働開始。
- 12月1日：日本BS放送（BS11）、ワールド・ハイビジョン・チャンネル（TwellV）がBSデジタル放送を開始。

## 開局
- 12月1日（何れもBSデジタル放送）
  - 日本BS放送（BS11）
  - ワールド・ハイビジョン・チャンネル（TwellV）

## 地上デジタル放送開始
- 10月1日
  - 北海道の札幌地区を除く全域の親局(北海道内の全親局の放送開始が完了。同日に、道内民放全局も同一地域にて送信所を開局[注 1]。但し、地デジではコールサインが付与されないので、親局ではない。)
    - NHK(総合・教育)
      - NHK旭川放送局(試験放送開始:9月7日13時)
      - NHK函館放送局(試験放送開始:8月30日13時)
      - NHK室蘭放送局
      - NHK帯広放送局
      - NHK北見放送局
      - NHK釧路放送局

これにより、日本全国テレビ局の親局の地上デジタル放送開始が完了。

## テレビ番組関係
- テレビの民放各局は4月の改編が例年にないほど大幅だった。

主な例
- 日本テレビ
  - 午後は○○おもいッきりテレビ（9月終了）はこれまで秋田放送・福井放送・山梨放送・四国放送が13:20での飛び降り放送をしていたが、4月よりその4局でもフルネットに移行した。
  - 火曜サスペンス劇場から続いた火曜21:00からの2時間ドラマ枠が廃止され、21時台にバラエティ枠（週刊オリラジ経済白書）が新設・22時台にドラマ枠（セクシーボイスアンドロボ）が復活した。
  - 2004年9月にTHEスペシャルが終了して以降、日本テレビでは単発特別番組枠がなかったが、モクスペとして2年半ぶりに単発特別番組枠が復活した。
- フジテレビ
  - 長年続いたクイズ$ミリオネアがレギュラー放送を終了。2000年から深夜に放送していたメントレGが8年目でのゴールデン枠進出となった。
  - 発掘!あるある大事典IIが打ち切られたことにより、急遽、爆笑レッドカーペットが放送された。
- また10月改編でも大きな変化が見られた。

主な例
- 日本テレビ
  - 午後は○○おもいッきりテレビがおもいッきりイイ!!テレビとしてリニューアル。総合司会は引き続きみのもんたが担当。
- テレビ朝日
  - 1959年の開局以来続いた連続時代劇（火曜時代劇）のレギュラー放送を終了。

番組
- 1月7日 - フジテレビ『踊る大捜査線』放送開始10周年。
- 1月14日 - 関西テレビ制作の『発掘!あるある大事典II』がこの日の放送を最後に打ち切り。
- 1月21日 - テレビ岩手『夢・見る・ピノキオ』放送500回目。
- 3月2日 - テレビ朝日『徹子の部屋』放送8000回目。
- 3月3日
  - TBS『日立 世界・ふしぎ発見!』放送1000回目。
  - 日本テレビ『恋のから騒ぎ』放送600回目。
- 3月7日 - テレビアニメ美少女戦士セーラームーン放送開始15周年。
- 3月17日 - テレビ東京『出没!アド街ック天国』放送600回目。
- 3月23日（関西テレビ）、4月6日（フジテレビ）『さんまのまんま』放送1000回目。
- 4月2日
  - テレビ朝日『スーパーJチャンネル』放送開始10周年。
  - NHK BS2『BSおかあさんといっしょ』放送開始5周年。
- 4月6日 - 日本テレビ『金曜ロードショー』放送開始35周年[1]。
- 4月7日 - NHK教育『ニャンちゅうワールド放送局』放送開始15周年[2]。
- 4月8日
  - フジテレビ『報道2001』放送開始15周年。
  - 日本テレビ『行列のできる法律相談所』放送開始5周年。
- 4月11日 - フジテレビ『水10!』放送開始5周年。
- 4月13日 - テレビ朝日『クレヨンしんちゃん』放送開始15周年。
- 4月14日 - テレビ東京『日経スペシャル ガイアの夜明け』放送開始5周年。
- 4月20日 - テレビ東京『たけしの誰でもピカソ』放送開始10周年。
- 4月27日 - テレビ朝日『朝まで生テレビ!』放送開始20周年。
- 5月5日 - 日本テレビ『たべごろマンマ!』放送100回目。
- 5月19日 - NHK教育『ニャンちゅうワールド放送局』放送100回目。
- 6月26日 - テレビ朝日『『ぷっ』すま』放送400回目。
- 6月28日 - フジテレビ『とんねるずのみなさんのおかげでした』放送開始10周年。
- 7月2日 - フジテレビ『ライオンのごきげんよう』放送4000回目。それに伴い、7月2日 - 7月6日に「4000回記念ウイーク」として放送。
- 7月21日 - フジテレビ『めちゃ×2イケてるッ!』放送400回目。
- 8月3日 - テレビ朝日『ミュージックステーション』放送900回目。
- 8月12日 - KBS京都『比叡の光』放送2000回目。
- 8月26日 - TBS『COUNT DOWN TV』放送700回目。
- 9月6日 - 福岡放送『めんたいワイド』放送3000回目。
- 9月9日 - テレビ東京『田舎に泊まろう!』放送200回目。
- 9月23日 - 日本テレビ『所さんの目がテン!』放送900回目。
- 9月26日 - テレビ東京『ワールドビジネスサテライト』放送5000回目。
- 9月29日 - TBS『スーパーサッカー』放送700回目。
- 9月30日 - 東海テレビ『ふるさと紀行』放送終了。
- 10月1日
  - フジテレビ『FNNスピーク』放送開始20周年。
  - テレビ東京『おはスタ』放送開始10周年。
- 10月3日 - テレビ東京『いい旅・夢気分』放送1000回目。
- 10月4日
  - 日本テレビ『ぶらり途中下車の旅』放送開始15周年。
  - フジテレビ『笑っていいとも!』放送開始25周年。
- 10月7日
  - TBS『サンデーモーニング』放送開始20周年。
  - 日本テレビ『真相報道 バンキシャ!』放送開始5周年。
- 10月12日 - テレビ朝日『タモリ倶楽部』放送開始25周年。
- 10月13日 - フジテレビ『もしもツアーズ』放送開始5周年。
- 10月21日 - 日本テレビ『ザ!鉄腕!DASH!!』放送300回目。
- 10月22日 - テレビ朝日『ビートたけしのTVタックル』放送800回目。
- 10月25日 - フジテレビ『奇跡体験!アンビリバボー』放送開始10周年。
- 10月30日 - 日本テレビ『踊る!さんま御殿!!』放送開始10周年。
- 11月23日 - テレビ東京『ペット大集合!ポチたま』放送300回目。
- 12月19日 - 毎日放送『世界バリバリ★バリュー』放送200回目。
- 12月22日 - TBS『王様のブランチ』放送600回目。
- 12月23日 - フジテレビ『スーパー競馬』打ち切り。

## 視聴率
数字・視聴率はビデオリサーチ関東地区調べ。その他地域別の視聴率はその他テレビに関する話題に。

### ニュース
| 順位 | 視聴率 | 放送日   | 番組名                           | 放送局     |
| ---- | ------ | -------- | -------------------------------- | ---------- |
| 1.   | 26.2%  | 9月6日   | ニュースウオッチ9                | NHK総合    |
| 2.   | 24.5%  | 9月6日   | NHKニュース7                     | NHK総合    |
| 3.   | 23.5%  | 9月6日   | 首都圏ニュース845                | NHK総合    |
| 4.   | 23.3%  | 9月7日   | NHKニュースおはよう日本（7時台） | NHK総合    |
| 5.   | 21.9%  | 7月15日  | NHKニュースおはよう日本（7時台） | NHK総合    |
| 5.   | 21.9%  | 7月16日  | 首都圏ニュース・気象情報         | NHK総合    |
| 7.   | 21.8%  | 9月7日   | NHKニュースおはよう日本(6:30)    | NHK総合    |
| 7.   | 21.8%  | 9月13日  | NHKニュース7                     | NHK総合    |
| 9.   | 21.6%  | 1月28日  | ニュース・気象情報               | NHK総合    |
| 10.  | 21.4%  | 7月15日  | NHKニュース (正午)               | NHK総合    |
| 11.  | 21.2%  | 7月14日  | NHKニュース（18時)               | NHK総合    |
| 12.  | 21.0%  | 5月28日  | 報道ステーション                 | テレビ朝日 |
| 12.  | 21.0%  | 7月15日  | NHKニュース（8時）               | NHK総合    |
| 14.  | 20.5%  | 1月31日  | NHKニュース7                     | NHK総合    |
| 15.  | 20.2%  | 7月14日  | NHKニュース7                     | NHK総合    |
| 16.  | 20.1%  | 11月27日 | 報道ステーション                 | テレビ朝日 |

### スポーツ
| 順位 | 視聴率 | 放送日               | 番組名                                                                            | 放送局     |
| ---- | ------ | -------------------- | --------------------------------------------------------------------------------- | ---------- |
| 1.   | 38.1%  | 3月24日              | 世界フィギュアスケート選手権2007東京 女子・フリー                                 | フジテレビ |
| 2.   | 28.9%  | 3月23日              | 世界フィギュアスケート選手権2007東京 女子・ショートプログラム                     | フジテレビ |
| 3.   | 28.5%  | 1月3日               | 第83回東京箱根間往復大学駅伝競走 復路                                             | 日本テレビ |
| 4.   | 28.0%  | 10月11日 19:43-20:54 | プロボクシングWBC世界フライ級タイトルマッチ 「内藤大助×亀田大毅」                 | TBS        |
| 5.   | 27.4%  | 12月3日              | アジア野球選手権2007兼北京オリンピックアジア地区最終予選 日本対台湾               | テレビ朝日 |
| 6.   | 27.3%  | 1月2日               | 第83回東京箱根間往復大学駅伝競走 往路                                             | 日本テレビ |
| 7.   | 25.5%  | 12月28日             | 2007全日本フィギュアスケート選手権 女子シングルフリー                             | フジテレビ |
| 8.   | 25.0%  | 7月25日              | サッカー・AFCアジアカップ2007兼北京オリンピック 日本対サウジアラビア              | テレビ朝日 |
| 9.   | 23.8%  | 7月21日              | サッカー・AFCアジアカップ2007 日本対オーストラリア                                | テレビ朝日 |
| 10.  | 23.7%  | 12月2日              | アジア野球選手権2007兼北京オリンピックアジア地区最終予選 日本対韓国               | テレビ朝日 |
| 11.  | 23.6%  | 2月18日              | 東京メトロスポーツスペシャル 第1回東京マラソン                                    | フジテレビ |
| 12.  | 23.3%  | 3月25日              | 世界フィギュアスケート選手権2007東京 エキシビション                               | フジテレビ |
| 13.  | 23.1%  | 12月13日             | FIFAクラブワールドカップ2007・準決勝 浦和レッズ対ACミラン                         | 日本テレビ |
| 14.  | 23.0%  | 9月2日 6:55-9:30     | 2007年世界陸上選手権 女子マラソン                                                 | TBS        |
| 15.  | 22.7%  | 7月28日              | サッカー・AFCアジアカップ2007 日本対韓国                                          | テレビ朝日 |
| 16.  | 20.9%  | 11月10日             | 第10回記念ワールドカップバレー2007・女子大会/札幌ラウンド 最終戦 日本対ポーランド | フジテレビ |
| 17.  | 20.1%  | 9月1日               | 2007年世界陸上選手権 男子4×100mリレー決勝                                         | TBS        |
| 18.  | 20.0%  | 7月16日              | サッカー・AFCアジアカップ2007 日本対ベトナム                                      | テレビ朝日 |

### 情報番組・バラエティ番組
| 順位 | 視聴率 | 放送日                  | 番組名                                                               | 放送局     |
| ---- | ------ | ----------------------- | -------------------------------------------------------------------- | ---------- |
| 1.   | 39.5%  | 12月31日 21:30-23:45    | 第58回NHK紅白歌合戦・第2部                                           | NHK総合    |
| 2.   | 35.3%  | 8月19日                 | 行列のできる法律相談所                                               | 日本テレビ |
| 3.   | 32.8%  | 12月31日 19:20-21:25    | 第58回NHK紅白歌合戦・第1部                                           | NHK総合    |
| 4.   | 29.8%  | 8月19日 19:00-21:54     | 24時間テレビ30「愛は地球を救う」                                     | 日本テレビ |
| 5.   | 26.4%  | 12月31日                | ゆく年くる年                                                         | NHK総合    |
| 6.   | 24.7%  | 5月30日 19:00-21:54     | 完全独占生中継!おめでとう!藤原紀香・陣内智則愛と爆笑と涙の結婚披露宴 | 日本テレビ |
| 7.   | 23.5%  | 1月22日                 | SMAP×SMAP                                                            | フジテレビ |
| 8.   | 23.4%  | 4月2日 21:30-23:24      | SMAP×SMAP07春の超豪華スペシャル!                                     | フジテレビ |
| 8.   | 23.4%  | 8月2日 21:00-22:48      | ズバリ言うわよ!SP                                                    | TBS        |
| 8.   | 23.4%  | 8月19日 22:00-23:00     | おしゃれイズム沖縄60分SP                                             | 日本テレビ |
| 11.  | 22.8%  | 9月21日 21:00-22:48     | 中居正広のキンスマ!飯島愛波瀾万丈スペシャル!                         | TBS        |
| 12.  | 22.7%  | 5月31日                 | とんねるずのみなさんのおかげでした                                   | フジテレビ |
| 13.  | 22.4%  | 9月27日 19:00-21:48     | 今夜決定!芸能人雑学王最強NO.1決定戦SP・○○の秋…                       | テレビ朝日 |
| 14.  | 22.3%  | 8月29日                 | はねるのトびら                                                       | フジテレビ |
| 15.  | 22.1%  | 2月25日                 | 笑点                                                                 | 日本テレビ |
| 16.  | 21.6%  | 9月17日 19:00-21:48     | クイズプレゼンバラエティー Qさま!!SP                                 | テレビ朝日 |
| 17.  | 21.3%  | 5月12日 19:00-20:54     | タモリの雑学の祭典!・タモリのジャポニカロゴスおもしろ漢字横綱決定戦! | フジテレビ |
| 18.  | 21.2%  | 7月29日 0:34-1:34       | SmaSTATION!!                                                         | テレビ朝日 |
| 19.  | 21.2%  | 7月30日                 | ビートたけしのTVタックル                                             | テレビ朝日 |
| 19.  | 21.2%  | 11月4日                 | 行列のできる法律相談所                                               | 日本テレビ |
| 21.  | 21.0%  | 4月6日 21:00-22:54      | 中居正広のキンスマ!波瀾万丈スペシャル!                               | TBS        |
| 21.  | 21.0%  | 1月29日                 | SMAP×SMAP                                                            | フジテレビ |
| 23.  | 20.9%  | 3月5日                  | SMAP×SMAP                                                            | フジテレビ |
| 24.  | 20.7%  | 9月12日                 | クイズ!ヘキサゴンII                                                  | フジテレビ |
| 24.  | 20.7%  | 12月5日                 | 2007FNS歌謡祭                                                        | フジテレビ |
| 26.  | 20.6%  | 1月15日                 | SMAP×SMAP                                                            | フジテレビ |
| 26.  | 20.6%  | 9月30日                 | 笑点                                                                 | 日本テレビ |
| 28.  | 20.5%  | 6月4日                  | SMAP×SMAP '07ワールドエンタテインメントSP!!                          | フジテレビ |
| 28.  | 20.5%  | 12月24日 22:00-23:33    | SMAP×SMAP '07X'masSP!!                                               | フジテレビ |
| 30.  | 20.4%  | 1月6日 19:00-21:54      | めちゃ×2イケてるッ!ゆく悪い年くる良い年幸福の紅白スペシャル          | フジテレビ |
| 30.  | 20.4%  | 3月19日 4月16日 9月10日 | SMAP×SMAP                                                            | フジテレビ |
| 32.  | 20.3%  | 10月18日                | とんねるずのみなさんのおかげでした                                   | フジテレビ |
| 32.  | 20.3%  | 11月21日                | はねるのトびら                                                       | フジテレビ |
| 32.  | 20.3%  | 11月25日                | 行列のできる法律相談所                                               | 日本テレビ |
| 32.  | 20.3%  | 11月26日                | SMAP×SMAP                                                            | フジテレビ |
| 36.  | 20.2%  | 8月27日                 | SMAP×SMAP                                                            | フジテレビ |
| 36.  | 20.2%  | 10月21日                | 笑点                                                                 | 日本テレビ |
| 38.  | 20.1%  | 9月12日                 | はねるのトびら                                                       | フジテレビ |
| 38.  | 20.1%  | 3月23日                 | メントレG                                                            | フジテレビ |
| 38.  | 20.1%  | 5月14日                 | SMAP×SMAP                                                            | フジテレビ |
| 38.  | 20.1%  | 10月28日                | 行列のできる法律相談所                                               | 日本テレビ |
| 42.  | 20.0%  | 8月27日                 | ネプリーグ                                                           | フジテレビ |
| 42.  | 20.0%  | 12月22日                | さんま&SMAP!美女と野獣のクリスマススペシャル07                       | 日本テレビ |
| 42.  | 20.0%  | 12月28日 21:00-23:24    | 中居正広の金曜日のスマたちへ美輪明宏波瀾万丈スペシャル               | TBS        |

### テレビドラマ・映画
| 順位 | 視聴率 | 放送日                  | 番組名                                                                         | 放送局     |
| ---- | ------ | ----------------------- | ------------------------------------------------------------------------------ | ---------- |
| 1.   | 30.4%  | 3月18日 21:00-22:24     | 華麗なる一族（最終回）                                                         | TBS        |
| 2.   | 27.7%  | 1月14日 21:00-22:24     | 華麗なる一族                                                                   | TBS        |
| 3.   | 27.6%  | 3月16日 22:00-23:18     | 花より男子2(リターンズ)（最終回）                                              | TBS        |
| 4.   | 26.5%  | 5月27日                 | 日曜洋画劇場40周年記念 パイレーツ・オブ・カリビアン/呪われた海賊たち           | テレビ朝日 |
| 5.   | 26.0%  | 3月14日 22:00-23:15     | ハケンの品格（最終回）                                                         | 日本テレビ |
| 6.   | 24.9%  | 3月11日                 | 華麗なる一族                                                                   | TBS        |
| 7.   | 24.8%  | 9月7日                  | どんど晴れ                                                                     | NHK総合    |
| 8.   | 24.7%  | 10月15日 21:00-22:09    | ガリレオ                                                                       | フジテレビ |
| 9.   | 23.8%  | 11月24日 21:03-23:21    | ドラマSP松本清張・点と線 第1部                                                 | テレビ朝日 |
| 10.  | 23.7%  | 11月25日 21:04-23:24    | ドラマSP松本清張・点と線 第2部                                                 | テレビ朝日 |
| 11.  | 23.6%  | 10月13日 21:00-23:55    | 土曜プレミアム「踊る大捜査線 THE MOVIE 2 レインボーブリッジを封鎖せよ!完全版」 | フジテレビ |
| 11.  | 23.6%  | 11月5日                 | ガリレオ                                                                       | フジテレビ |
| 13.  | 23.5%  | 1月28日 2月18日         | 華麗なる一族                                                                   | TBS        |
| 15.  | 23.3%  | 8月18日 21:26-23:26     | 24時間テレビドラマSP 君がくれた夏 〜がんばれば、幸せになれるよ〜               | 日本テレビ |
| 16.  | 23.2%  | 9月29日                 | どんど晴れ（最終回）                                                           | NHK総合    |
| 17.  | 23.1%  | 1月26日                 | 花より男子2（リターンズ）                                                      | TBS        |
| 18.  | 23.0%  | 2月4日                  | 華麗なる一族                                                                   | TBS        |
| 19.  | 22.9%  | 2月4日                  | 風林火山                                                                       | NHK総合    |
| 19.  | 22.9%  | 11月12日                | ガリレオ                                                                       | フジテレビ |
| 21.  | 22.7%  | 2月23日                 | 花より男子2（リターンズ）                                                      | TBS        |
| 22.  | 22.6%  | 6月9日                  | 土曜プレミアム・県庁の星                                                       | フジテレビ |
| 23.  | 22.3%  | 3月2日                  | 花より男子2（リターンズ）                                                      | TBS        |
| 23.  | 22.3%  | 5月6日                  | 日曜洋画劇場40周年記念・スパイダーマン                                         | テレビ朝日 |
| 25.  | 22.1%  | 9月23日                 | ドラマレジェンドスペシャル HERO                                                | フジテレビ |
| 25.  | 22.1%  | 10月22日                | ガリレオ                                                                       | フジテレビ |
| 27.  | 21.9%  | 1月28日 2月18日         | 風林火山                                                                       | NHK総合    |
| 27.  | 21.9%  | 3月9日                  | 花より男子2（リターンズ）                                                      | TBS        |
| 27.  | 21.9%  | 11月26日                | ガリレオ                                                                       | フジテレビ |
| 30.  | 21.8%  | 1月21日                 | 華麗なる一族                                                                   | TBS        |
| 31.  | 21.7%  | 7月30日                 | どんど晴れ                                                                     | NHK総合    |
| 31.  | 21.7%  | 12月10日                | ガリレオ                                                                       | フジテレビ |
| 33.  | 21.6%  | 3月4日                  | 華麗なる一族                                                                   | TBS        |
| 33.  | 21.6%  | 9月22日                 | どんど晴れ                                                                     | NHK総合    |
| 35.  | 21.4%  | 11月19日                | ガリレオ                                                                       | フジテレビ |
| 36.  | 21.3%  | 8月16日                 | どんど晴れ                                                                     | NHK総合    |
| 36.  | 21.3%  | 10月29日                | ガリレオ                                                                       | フジテレビ |
| 38.  | 21.2%  | 2月11日                 | 華麗なる一族                                                                   | TBS        |
| 38.  | 21.2%  | 7月26日                 | どんど晴れ                                                                     | NHK総合    |
| 40.  | 21.1%  | 2月25日                 | 華麗なる一族                                                                   | TBS        |
| 41.  | 21.0%  | 2月9日 2月16日          | 花より男子2（リターンズ）                                                      | TBS        |
| 41.  | 21.0%  | 1月7日                  | 風林火山                                                                       | NHK総合    |
| 41.  | 21.0%  | 7月16日 9月15日         | どんど晴れ                                                                     | NHK総合    |
| 41.  | 21.0%  | 9月18日                 | 花ざかりの君たちへ〜イケメン♂パラダイス〜                                      | フジテレビ |
| 41.  | 21.0%  | 10月11日                | 医龍-Team Medical Dragon-2                                                     | フジテレビ |
| 48.  | 20.9%  | 3月18日                 | 風林火山                                                                       | NHK総合    |
| 48.  | 20.9%  | 6月25日                 | プロポーズ大作戦                                                               | フジテレビ |
| 48.  | 20.9%  | 7月7日                  | スペシャルドラマ必殺仕事人2007                                                 | テレビ朝日 |
| 51.  | 20.8%  | 5月7日                  | どんど晴れ                                                                     | NHK総合    |
| 51.  | 20.8%  | 6月10日                 | 風林火山                                                                       | NHK総合    |
| 51.  | 20.8%  | 11月2日 21:03-23:39     | 金曜ロードショー・ALWAYS 三丁目の夕日                                          | 日本テレビ |
| 54.  | 20.7%  | 2月14日                 | ハケンの品格                                                                   | 日本テレビ |
| 54.  | 20.7%  | 4月26日 5月26日         | どんど晴れ                                                                     | NHK総合    |
| 54.  | 20.7%  | 5月27日                 | 風林火山                                                                       | NHK総合    |
| 57.  | 20.6%  | 4月21日                 | 土曜プレミアム・LIMIT OF LOVE海猿                                              | フジテレビ |
| 57.  | 20.6%  | 6月8日                  | どんど晴れ                                                                     | NHK総合    |
| 57.  | 20.6%  | 10月19日 21:00-23:20    | 金曜プレステージ・交渉人 真下正義                                              | フジテレビ |
| 60.  | 20.5%  | 5月17日 6月1日 7月5日   | どんど晴れ                                                                     | NHK総合    |
| 60.  | 20.5%  | 8月11日                 | 土曜プレミアム・はだしのゲン後編                                               | フジテレビ |
| 63.  | 20.3%  | 2月2日                  | 花より男子2（リターンズ）                                                      | TBS        |
| 63.  | 20.3%  | 5月1日 9月1日           | どんど晴れ                                                                     | NHK総合    |
| 63.  | 20.3%  | 6月17日                 | 風林火山                                                                       | NHK総合    |
| 63.  | 20.3%  | 9月8日 21:00-23:18      | 黒澤明ドラマスペシャル「天国と地獄」                                           | テレビ朝日 |
| 68.  | 20.2%  | 2月21日                 | ハケンの品格                                                                   | 日本テレビ |
| 68.  | 20.2%  | 4月14日                 | どんど晴れ                                                                     | NHK総合    |
| 70.  | 20.1%  | 1月12日                 | 花より男子2（リターンズ）                                                      | TBS        |
| 70.  | 20.1%  | 1月31日                 | ハケンの品格                                                                   | 日本テレビ |
| 70.  | 20.1%  | 6月25日 7月11日         | どんど晴れ                                                                     | NHK総合    |
| 74.  | 20.0%  | 1月14日 4月15日 5月20日 | 風林火山                                                                       | NHK総合    |

### アニメ
| 順位 | 視聴率 | 放送日   | 番組名     | 放送局     |
| ---- | ------ | -------- | ---------- | ---------- |
| 1.   | 20.8%  | 4月15日  | サザエさん | フジテレビ |
| 2.   | 20.6%  | 9月30日  | サザエさん | フジテレビ |
| 3.   | 20.3%  | 10月14日 | サザエさん | フジテレビ |
| 4.   | 20.2%  | 11月25日 | サザエさん | フジテレビ |
| 5.   | 20.0%  | 12月9日  | サザエさん | フジテレビ |

## 報道・情報番組

### 終了番組
3月終了
- 3月25日 - 『スタ☆メン』（フジテレビ）放送終了。
- 3月30日
  - 『こたえてちょーだい!』『ひるこた!』（共にフジテレビ）放送終了。
  - 『スポーツ&ニュース』（NHK総合）放送終了。
- 3月31日 - 『ベリーベリーサタデー!』（関西テレビ・フジテレビ）放送終了。

9月終了
- 9月28日
  - 『ザ・ワイド』（読売テレビ・日本テレビ）終了
  - 「午後は○○おもいッきりテレビ」終了
- 9月30日
  - 『NNNニュースD』（日テレNEWS24・日本テレビ[3]）終了

### 開始番組
4月開始
- 4月1日 - 安藤優子・滝川クリステル司会の報道番組『新報道プレミアA』（関西テレビ・フジテレビ）放送開始。
- 4月2日 - 『きょうのニュース&スポーツ』（NHK総合）放送開始。
- 4月7日 - 『うふふのぷ』（関西テレビ・フジテレビ）放送開始。
- 4月8日 - Be ON AIR!（BS朝日）放送開始

10月開始
- 10月1日
  - くちコミ☆ジョニー!（日本テレビ）放送開始
  - NNNストレイトニュース（日テレNEWS24・日本テレビ[3]）放送開始
  - おもいッきりイイ!!テレビ（日本テレビ）放送開始
  - ハピふる! （フジテレビ 一部地域は除く レギュラー放送している福島テレビは同枠の月曜に民間放送教育協会を放送しているため翌日から）開始
  - 情報ライブ ミヤネ屋（読売テレビ 日本テレビ・テレビ信州[4]は除く、山梨放送・福岡放送は10月9日から）放送時間拡大、ローカル番組から一部地域除くネット番組に昇格
- 10月6日 - ス・テ・キの扉（朝日放送）放送開始
- 10月15日 - ワッチミー!TV×TV（BSフジ）放送開始

11月開始
- 11月10日 - まるどりっ!（新潟テレビ21）放送開始
- 11月25日 - S-コンセプト（関西テレビ）放送開始

12月開始
- 12月2日 - 本格闘論FACE（BSイレブン）
- 12月3日 - DWジャーナル（BSイレブン）
- 12月5日 - ヒーリング・ヨガ（トゥエルビ）

### 期間限定番組
- 4月2日 - 9月28日、『わかってちょーだい!』（フジテレビ）

## 教養・ドキュメンタリー番組
- 1月7日 - 海から見たニッポン（BS-i）放送開始
- 3月25日 - 晴れたらイイねッ!Let'sコミミ隊（フジテレビ）放送終了
- 3月30日
  - ポンキッキ（フジテレビ）放送終了
  - 天才ビットくん（NHK教育）放送終了
  - BSどーもくんワールド（NHK BS2）放送終了
- 4月2日
  - マテマティカ2（NHK教育）放送開始
  - ガチャピンClub（BSフジ）放送開始
- 4月4日 - 京風流（BSフジ）放送開始
- 4月6日
  - 天才てれびくんMAX ビットワールド（NHK教育）放送開始
  - BSななみDEどーも（NHK BS2）放送開始
- 4月7日 - モリゾー・キッコロ 森へいこうよ!（NHK教育）放送開始
- 4月9日 - キレイのレシピ（BS朝日）放送開始
- 4月12日 - にっぽんの現場（NHK総合）レギュラー放送再開
- 4月21日 - 美味しい旬ばなし（BSフジ）放送開始
- 6月6日 - ぶらり漫遊名物市場（BS-i）放送開始
- 7月2日 - 9月10日、夏ドキュ!（日本テレビ）放送
- 7月7日 - 10月22日、レラカムイにCHEER UP!!（北海道文化放送）
- 10月2日 
  - The Moments-北京へと続く瞬間-（日本テレビ）
  - 家電大好き!夢・通販（BSジャパン）放送開始
  - 快適空間〜私のつくばスタイル〜（BSジャパン）放送開始
- 10月4日 
  - 地球のどこかで…（テレビ埼玉）
  - 馬の王子様（フジテレビ）放送開始
- 10月6日
  - とんとんみーの冒険（TOKYO MX、北海道文化放送）放送再開
  - 星の詩（フジテレビ）
  - 旬彩日記（関西テレビ）放送開始
- 10月8日 - 南太平洋の楽園・Fishing Traveler（BS-i）放送開始
- 11月5日 - おうちナビ（テレビ北海道）放送終了
- 11月7日 - 輸NEW車（テレビ北海道）放送開始
- 12月1日 - 中国 麺ロードを行く（トゥエルビ）放送開始
- 12月3日 - もっと知ろう!韓国の味（テレビ東京）放送開始
- 12月6日 - 伝えたい北物語 （北海道放送）放送開始

## バラエティ番組

### 終了番組
- 1月14日 - 発掘!あるある大事典II（関西テレビ）この回で放送打ち切り。
- 1月28日 - ウタワラ（日本テレビ）
- 1月31日 - サルヂエ（日本テレビ）
- 2月2日 - 「アナ撮り!サウザンドラゴン」（札幌テレビ）
- 2月24日 - 人間!これでいいのだ、アスリート応援TV! ニッポン!チャ×3（共にTBS）
- 3月13日 - 伊東家の食卓（日本テレビ）
- 3月15日
  - くりぃむしちゅーのたりらリでイキます!!（日本テレビ）
  - CHIMPAN NEWS CHANNEL（フジテレビ）
- 3月26日 - エンジョイガレッジ（テレビ東京）
- 3月28日 
  - 撮りッたがり決死隊 トッターマンDS（テレビ東京）
  - 三竹天狗（テレビ朝日）
- 3月29日
  - クイズ$ミリオネア（フジテレビ）レギュラー放送終了、特別番組移行
  - 未来予報201X（日本テレビ）
  - シュガーヒルストリート （日本テレビ）
  - E娘!（TBS）
  - ヌルマユ上海兄弟（北海道文化放送）打ち切り
- 3月30日 - はぴらぴ（テレビ北海道）打ち切り
- 3月30日 - ポンキッキ（フジテレビ）ポンキッキシリーズは31年に渡る地上波放送を終了。以降、同シリーズ・派生番組はBSフジに移行。
- 4月4日 - 天使らんまん（毎日放送）
- 6月19日 - 奥さまは外国人（テレビ東京）
- 6月24日 - 笑いの金メダル（朝日放送）
- 7月23日 - 芸恋リアル（読売テレビ）
- 8月9日 - RCスタイル（BSフジ）
- 9月10日 - ド短期ツメコミ教育!豪腕!コーチング!!（テレビ東京）
- 9月13日 - ニッポン旅×旅ショー（読売テレビ）
- 9月16日 - FUN!FUN!RUN!ランナーズTV（BSフジ）1stシーズン
- 9月18日 - たかじんONE MAN（毎日放送）
- 9月21日 - Dのゲキジョー 〜運命のジャッジ〜（フジテレビ）打ち切り
- 9月26日 - ココリコミラクルタイプ（フジテレビ）
- 9月27日
  - ナンだ!?（テレビ朝日）
  - GoodSound!!Cafe（BSジャパン）
- 9月28日 - 北島ウインクハート（テレビ東京）
- 9月29日
  - ポカポカ地球家族（テレビ朝日）
  - ナイナイサイズ!（日本テレビ）
- 9月30日
  - ミラクル☆シェイプ（日本テレビ）
  - YOUたち!（日本テレビ）
  - いただきマッスル!（中京テレビ）
- 10月6日 - まごまご嵐（フジテレビバニラ気分!枠）
- 10月27日 - Ya-Ya-yah (テレビ番組)（テレビ東京）
- 12月19日 - 銭形金太郎（テレビ朝日）レギュラー放送終了

### 開始番組
- 1月3日 - 日めくりタイムトラベル〜昭和○○年〜（NHK BS2）
- 1月10日
  - 「DIVA」（テレビ東京、関東ローカル）
  - WAHAHA本舗厳選 迷湯!苦湯!あまり行きたくない日本の温泉（テレ朝チャンネル）
- 1月13日 - 「くろだ荘の宴」や（BSフジ）
- 1月14日 - ダチョ・リブレ（テレ朝チャンネル）
- 1月17日 - 水曜どうでしょう（北海道テレビ）の最新作が9週（〜3月14日）に渡り放送。
- 1月22日 - キッザニアTV（BSフジ）放送開始
- 1月27日 - トリビアの泉復活SP 踊る大へぇへぇ祭り（フジテレビ）隔月（2か月に1回）放送移行
- 2月2日 - ミニ番組「プレミアムタイム」（札幌テレビ）
- 2月4日 - 世界の果てまでイッテQ!（日本テレビ）
- 2月7日 - 「温泉遺産2」（BS-i）
- 3月7日 - 今田ハウジング（日本テレビ）
- 4月1日
  - ボクらの時代（フジテレビ）
  - be MEDICAL（BS朝日）
- 4月2日
  - 新感覚☆わかる使える英文法（NHK教育）
  - わくちん（札幌テレビ、深夜番組枠）
  - 体操の時間。（フジテレビ）
  - ガレッジ×ビレッジ（テレビ東京）改題、リニューアル
  - BSふれあいステージ（NHK-BS2）
  - 峰竜太のナッ得!ニッポン（BS朝日）
- 4月3日 - 夜は胸きゅん（NHK総合）
- 4月4日
  - 熱中時間（NHK総合）
  - さまぁ〜ず・さまぁ〜ず（テレビ朝日）
  - KAT-TUNの冠番組「カートゥンKAT-TUN」（日本テレビ）
  - あややゴルフ2（日本テレビ）開始?
  - メデューサの瞳 〜人を見抜く天才たち〜（テレビ東京）
  - 地球調査船アメディゾン（テレビ東京）改題、リニューアル
  - 所さんの世田谷ベース（BSフジ）
- 4月5日
  - トシガイ（日本テレビ）
  - ザ・グリッド（日本テレビ）
  - エンタの味方!（TBS）
  - Fナビ!（BSフジ）
  - 食楽道（北海道文化放送）
- 4月6日
  - ワンにゃフルライフ（テレビ東京）
  - ミニ番組Beeミュージアム（テレビ東京）
  - あにてれ情報局（テレビ東京）レギュラー放送再開
  - ブラマヨ・チュートのまる金TV（読売テレビ）
  - 遊びなDJ（テレビ北海道）
  - Shibuya Deep A（NHK-BS2 レギュラー）
- 4月7日
  - 土曜かきこみTV（NHK教育）
  - タカアンドトシのどぉーだ!（北海道文化放送）
  - 行くよ!後輩 ほいきた!先輩（NHK-BS2）
- 4月8日
  - 産地発!たべもの一直線（NHK総合）
  - 日曜フォーラム（NHK教育）
  - ハロモニ@（テレビ東京）
  - 笑顔がごちそう ウチゴハン（テレビ朝日）
- 4月9日
  - コンバット（フジテレビ）
  - モテケン（テレビ東京）
  - 麒麟の部屋（毎日放送）
- 4月10日 - ペケ×ポン（フジテレビ）
- 4月11日 - 限定品コラボネーゼ（フジテレビ、メディア工房枠）レギュラー放送開始
- 4月12日
  - モクスペ（日本テレビ）
  - トシガイ（日本テレビ）
  - 100年インタビュー（NHKハイビジョン）
  - マッスルチャンネル（BS-i）
- 4月13日
  - 爆問学問 爆笑問題のニッポンの教養（NHK総合）
  - ハイビジョン・ワールドツアー（BSフジ）
  - モヤモヤさまぁ〜ず2（テレビ東京）レギュラー放送開始
- 4月14日
  - 天才!志村どうぶつ園（日本テレビ）放送枠を木曜から土曜に移動
  - 解体新ショー（NHK総合）レギュラー放送開始
  - 本番で〜す!（テレビ東京）
- 4月15日
  - メントレG（フジテレビ）
  - 世界ウルルン滞在記が世界ウルルン滞在記ルネサンスに改題リニューアル
  - FFFFF（北海道テレビ）
  - ワンサカ!（北海道テレビ）
  - ベビスマ（フジテレビ）
- 4月16日 - 環境野郎Dチーム（登龍門 (フジテレビ)枠）
- 4月17日 - 週刊オリラジ経済白書（日本テレビ）
- 4月19日 - まるまるちびまる子ちゃん（フジテレビ）
- 4月21日
  - 三枝一座がやってきた!（NHK-BS2）
- 4月29日 - 大阪発疾走ステージ WEST WIND（NHK大阪放送局製作、NHK-BS2）レギュラー放送開始
- 5月1日（製作局・関西テレビ放送は5月2日） - 関ジャニ∞のジャニ勉（関西テレビ製作、BSフジ）
- 5月15日 - FUN!FUN!RUN!ランナーズTV（BSフジ）
- 7月2日 - 手紙バラエティ 三丁目のポスト（テレビ大阪）
- 7月3日 - ありがとう〜お仕事はNON STYLE〜（関西テレビ）
- 7月4日
  - ブギウギ専務（札幌テレビ、水曜わくちん）
  - 輝け!ゴルフガールズ（北海道文化放送）
  - 所さんのゴルフ見聞録（BS朝日）
- 7月6日 - スリルな夜 イケメン合衆国（フジテレビ）
- 7月7日
  - ファイテンション☆スクール（テレビ東京）
  - しんや家族（北海道テレビ）
- 7月17日 - ココリコミリオン家族（テレビ東京）ゴールデン進出
- 7月23日 - 新・温泉へ行こう!（BSフジ）
- 7月24日 - タカアンドトシの空飛ぶチェリーパイ（テレビ東京）
- 7月30日 - 今夜はシャンパリーノ（読売テレビ）
- 8月23日 - リュウイン先生の楽食美人〜漢方レシピでヘルシーエイジング〜（BSフジ）
- 9月8日 - ヤレデキ!世界大挑戦（TBS）
- 10月1日 - ささるぅ（日本テレビ）
- 10月2日
  - 99+（日本テレビ）
  - 爆笑問題のニッポンの教養（NHK総合）レギュラー放送開始
- 10月3日
  - デジタルの根性（日本テレビ）
  - モバポスGREAT（日本テレビ）
  - 今すぐ使える豆知識 クイズ雑学王（テレビ朝日）レギュラー放送開始
  - 週刊プレイガール（テレビ朝日）
  - Sweet Home（テレビ神奈川）
- 10月4日
  - キ・ニ・ナ・ル!（BS-i）
  - 山本耕史“スイートJAM”（BSジャパン）
- 10月5日
  - びっくり法律旅行社（NHK）隔週開始
  - 南パラZ!、ウギブギ（TBS）
  - 業界技術狩人 ギョーテック（テレビ朝日）
  - オシゴト交換（テレビ東京）
  - Kunoichi.TV（テレビ北海道）地上波放送開始
  - ガダルカナル・タカのでるネット編集部(BS-i)
  - 鉄道模型ちゃんねる（BSジャパン）
- 10月6日
  - ゴリ夢中（中京テレビ）
  - 週末のシンデレラ 世界!弾丸トラベラー（日本テレビ）
  - 満天笑店（フジテレビ）
  - 二人の食卓 〜ありがとうのレシピ〜（テレビ朝日）
  - 業界クイズ!ミニキテ（中京テレビ、日本テレビは10月7日開始）
  - LOVE×GOLF（テレビ東京）
  - 阿川佐和子のゴルフ友遊録（テレビ東京）
  - どハッスル!!（テレビ東京）レギュラー放送開始
  - いまどき!リビング （BSフジ）
  - こうちゃんの簡単HAPPYキッチン （BS日テレ）
  - 英語の達人（BS朝日）
  - ココモコ・ハッピー!笑い飯（テレビ大阪）
- 10月7日
  - 爆笑100分テレビ!平成ファミリーズ（日本テレビ）
  - GA-tuuun!（テレビ大阪）
  - あっぱれ!!さんま新教授
- 10月9日
  - 21世紀エジソン（TBS）
  - 神さまぁ〜ず（TBS）
  - 単発特別番組枠オッチモ!（関西テレビ）
  - Vメシ!（BSフジ）
  - J-Art（BSフジ）
- 10月10日 - あらびき団（TBS）
- 10月11日
  - 秘密のケンミンSHOW(読売テレビ)レギュラー放送開始
  - なるほど!ザ・ニッポン（BSフジ）
- 10月13日
  - オトナの資格（日本テレビ）レギュラー放送開始
  - カイブツ（日本テレビサタデーTVラボ枠）
  - 地球!ジオグラTV（TBS）
  - しあわせロハス〜HELLO!MY LOHAS FRIENDS〜（BS朝日）
- 10月14日 - 拝啓!!鉄道人（テレ朝チャンネル）
- 10月15日
  - オジサンズ11（日本テレビ）レギュラー放送開始
  - ショーパン (テレビ番組)（フジテレビ）
- 10月16日
  - 料理番組孝太郎Wキッチン（フジテレビ）
  - よゐこのワケアリ（毎日放送）
  - アニメ天国（キッズステーション）
- 10月17日
  - ミニ番組ビューティースマイル（TBS）
  - 水10!の後枠でジャンプ!○○中（フジテレビ）
  - NIPPON@WORLD（フジテレビ）
- 10月19日
  - 独占!金曜日の告白（フジテレビ 関西テレビは除く。仙台放送は当日ローカル番組放送のため翌週の10月26日）
  - 未来教授サワムラ（フジテレビ）レギュラー放送開始
  - カタカナカンタン!（キッズステーション）
- 10月20日
  - GRA（フジテレビバニラ気分!枠）
  - ローカル路線バス乗り継ぎの旅（テレビ東京土曜スペシャル枠）
  - 闘論 FRIDAY TALK BATTLE（BS日テレ）
  - 一期一会 恋バナ友バナ（キッズステーション）
- 10月21日 - アナ☆ログ（フジテレビ）
- 10月23日
  - おネエ★MANS（日本テレビ）ゴールデンタイム進出
  - すくいず!スポ★カジレギュラー化頑張る人応援バラエティ 体育の時間（テレビ朝日）
- 10月27日 - MANNINGEN（フジテレビDO!深夜枠）
- 10月29日 - お茶の間の真実（テレビ東京）レギュラー放送開始
- 11月3日 - Hi! Hey! Say!（テレビ東京）
- 11月5日 - 女神のアンテナ（テレビ朝日）
- 12月2日 - 森田健作 ようこそ青春!（BSイレブン）、伊集院光のばんぐみ（BSイレブン）
- 12月3日 - 大人の自由時間（BSイレブン）、3D立体革命（BSイレブン）、快眠情報「夢*楽園」（BSイレブン）、ROVIN（BSイレブン）
- 12月6日 - トウキョウリラックス TOKYO RE:LUXE（BS朝日）
- 12月7日 - 很好!しゃべっチャイナ!!（BSフジ）、いぬ会社（BSフジ）

### 期間限定番組
- 1月6日 - 12月22日 - 競馬番組「うまなで」（フジテレビ）
- 1月6日 - 3月31日 - ピエール靖子（テレビ大阪）放送開始
- 1月13日 - 8月18日 - 「めがね番長」（BSフジ）
- 1月17日 - 3月14日 水曜どうでしょう「ヨーロッパ20ヵ国完全制覇 完結編」(北海道テレビ)
- 2月7日、2月14日、2月21日の計3回放送 - つなぎ番組「マチャミの名曲100選“心に残るこの一曲”」（日本テレビ）放送開始
- 2月12日 - 2月15日 - 社員訪問企業情報番組、次長課長+社長ッ!（日本テレビ、第2日本テレビでも配信）放送
- 4月1日 - 9月29日 - ザ・NIPPON検定（フジテレビ）レギュラー放送開始
- 4月2日 - 9月24日 - すぽると!スピンオフ作品『TRE-SPORT』（登龍門 (フジテレビ)枠）放送開始
- 4月3日 - 9月25日 - 女神のハテナ（日本テレビ） 放送開始
- 4月6日 - 9月21日 - 悲宝館（テレビ朝日）放送
- 4月8日 - 9月30日 - おかえり!（テレビ朝日）開始
- 4月9日 - 4月20日 - 高校講座2.0（NHK教育）開始
- 4月10日 - 9月25日 - 武=孝太郎（フジテレビ）開始
- 4月11日 - 9月26日 - オモ☆さん（テレビ朝日、BS朝日）開始
- 4月13日 - 6月22日 - スリルな夜「子育ての天才」（フジテレビ）放送開始
- 4月13日 - 9月22日 - エコラボ〜もったいない博士の異常な愛情（フジテレビ）放送
- 4月16日 - 6月18日 - 感涙!時空タイムスのリニューアル版発進!時空タイムス（テレビ大阪制作・テレビ東京）開始
- 4月16日 - 6月25日 - ビーラック!（北海道文化放送）開始（7月16日、ビーラック+plusにリニューアル）
- 4月18日 - 9月26日 - すくいず!（テレビ朝日）
- 4月21日 - 7月23日 - ドッカ〜ン!(TBS)開始
- 4月21日 - 9月22日 - サタちゃん SATURDAY MIDNIGHT CHANNEL（フジテレビ、DO!深夜枠）放送開始
- 4月22日 - 9月22日 - クロノス（フジテレビ）サンパラ枠で放送
- 4月23日 - 9月10日 - 美味紳助（テレビ朝日）レギュラー放送開始
- 4月24日 - 9月18日 - 未知の世界を撮りたい 驚き(秘)映像ハンター!ドリームビジョン（日本テレビ）レギュラー放送開始
- 4月28日 - 7月21日 - キャプテン☆ドみの（TBS）
- 7月7日 - 9月29日 -  アートのちから（NHK教育）
- 7月7日 - 9月29日 - モリマンのこれやり□ in the Loop（北海道テレビ）開始
- 8月4日 - 9月22日 - 24時間妄想日記（関西テレビ放送）
- 8月23日 - 9月26日 - グッドウッド・フェスティバル 2007〜モータースポーツの祭典〜（BSフジ）
- 10月5日 - 12月28日 - ミニ番組MOCOカメッ!（各地）
- 10月6日 - 12月22日 - ハリコミらいおん!!（日本テレビ）
- 10月6日 - 12月29日 - からだのちから（NHK教育）
- 10月7日 - 12月30日 - 碑文谷教授のミッドナイトゼミナール 今さら人に聞けない!怒らせ方講座（テレビ東京Eネ!枠）
- 10月15日 - 12月3日 - 柔道ワールドグランプリへの道（テレビ東京）

### 再開番組
- 7月5日 - 健康トリプルアンサー（BS-i）放送再開
- 9月6日 - イチオシ!!日テレ☆アナちゃん（日テレプラス&サイエンス（後の日テレプラス ドラマ・アニメ・音楽ライブ））シーズン8開始
- 10月11日
  - 谷川真理のFUN!FUN!RUN!ランナーズTV2（BSフジ）放送再開
  - 韓国宝探し（BSジャパン）で再開

## 音楽番組
- 1月8日 - ぴあのピア（NHK BS-2、NHK Hi）放送開始
- 1月23日 - ミュージャック（関西テレビ）放送開始
- 3月22日 - oh♪dolly25（テレビ朝日）終了
- 3月28日 - 雷鼓動画（北海道文化放送）放送終了
- 3月29日
  - music > holic（岩手めんこいテレビ）放送終了
  - LOVE ON TV（北海道放送）放送終了
- 4月4日 - おもてなし音楽バラエティ むちゃ∞ブリ!（テレビ東京）開始
- 4月4日 - 9月26日 - タカアンドトシの音楽魂か!-World Indies Festival 2007-（東海テレビ）放送
- 4月5日 - VISUAL SHOCK（テレビ東京）開始
- 4月5日-9月25日 - RAYSTYLE(岩手めんこいテレビ)
- 4月6日 - MUSIC JAPAN放送開始
- 4月7日-6月30日 - 音楽のちから（NHK教育）レギュラー放送
- 4月7日 - Groovin' Jazz Night（BS朝日）放送開始
- 4月10日 - Break Point! （岩手めんこいテレビ）開始
- 4月11日 - SONGS（NHK総合）レギュラー放送開始
- 8月7日 - STREET EXPRESS（テレビ北海道）開始[5]
- 10月1日 - 音リコ!(読売テレビ)開始
- 10月4日 - いいはなシーサー（テレビ朝日ネオネオバラエティ）開始
- 10月20日
  - イツザイ（テレビ東京）開始
  - Speak in Music（BSフジ）開始
- 10月6日 - 音燃え!（日テレ）開始
- 12月6日 - Song to Soul〜永遠の一曲〜(BS-i)開始
- 11月7日 - アイドル発掘TV〜金のタマゴ〜[6]（テレビ北海道）開始

## テレビドラマ

### NHKの主なテレビドラマ
| 放送枠                | 番組                                             | 放送日                             | 原作・脚本・キャスト |
| --------------------- | ------------------------------------------------ | ---------------------------------- | --- |
| 正月時代劇            | 堀部安兵衛〜愛が剣豪を育てた、勇気と感動の青春記 | 2007年1月1日                       | - 原作：池波正太郎 - 脚本：古田求 - 出演：小澤征悦、松方弘樹他                                                                                           |
| 大河ドラマ            | 風林火山                                         | 2007年1月7日-12月9日               | - 原作：井上靖（『風林火山』新潮社刊） - 脚本：大森寿美男 - 出演：内野聖陽、市川亀治郎、千葉真一他                                                       |
| NHK朝の連続テレビ小説 | 芋たこなんきん（NHK大阪放送局制作）              | 2006年10月2日-2007年3月31日        | - 原作：田辺聖子 - 脚本：長川千佳子 - 出演：藤山直美他                                                                                                   |
| NHK朝の連続テレビ小説 | どんど晴れ                                       | 2007年4月2日-9月29日               | - 脚本：小松江里子 - 出演：比嘉愛未他 |
| NHK朝の連続テレビ小説 | ちりとてちん（NHK大阪放送局制作）                | 2007年10月1日-2008年3月29日        | - 脚本：藤本有紀 - 出演：貫地谷しほり他 |
| 木曜時代劇            | 新・はんなり菊太郎〜京・公事宿事件帳〜           | 2007年1月11日-3月1日               | - 原作：澤田ふじ子 - 脚本：森脇京子 - 出演：内藤剛志、南果歩他                                                                                           |
| 木曜時代劇            | 柳生十兵衛七番勝負〜最後の闘い〜                 | 2007年4月5日-5月31日               | - 原作：津本陽 - 脚本：池田政之、宮村優子 - 出演：村上弘明他                                                                                             |
| 木曜時代劇            | 夏雲あがれ                                       | 2007年6月7日-7月5日                | - 原作：宮本昌孝 - 出演：石垣佑磨、安倍なつみ他 |
| 木曜時代劇            | 陽炎の辻〜居眠り磐音 江戸双紙〜                  | 2007年7月19日-10月11日             | - 原作：佐伯泰英 - 出演：山本耕史他 |
| 木曜時代劇            | 風の果て                                         | 2007年10月18日-12月6日             | - 脚本：竹山洋 - 出演：佐藤浩市他 |
| 土曜ドラマ            | ちゅらさん4                                      | 2007年1月13日・1月20日             | - 脚本：岡田恵和 - 出演：国仲涼子、小橋賢児、平良とみ他                                                                                                  |
| 土曜ドラマ            | スロースタート                                   | 2007年1月27日・2月3日              | - 脚本：浅野有生子 - 出演：水野美紀、杉本哲太他 |
| 土曜ドラマ            | ハゲタカ                                         | 2007年2月17日-3月24日              | - 原作：真山仁 - 脚本：林宏司 - 出演：大森南朋、柴田恭兵他                                                                                               |
| 土曜ドラマ            | 病院のチカラ〜星空ホスピタル〜                   | 2007年4月7日-5月12日               | - 脚本：矢島正雄、斉藤樹実子 - 出演：菊川怜、筧利夫他 |
| 土曜ドラマ            | こんにちは、母さん                               | 2007年5月26日-6月16日              | - 原作：永井愛 - 出演：加藤治子、平田満他 |
| 土曜ドラマ            | 新マチベン 〜オトナの出番〜                      | 2007年6月30日-8月4日               | - 脚本：井上由美子 - 出演：渡哲也、石坂浩二他 |
| 土曜ドラマ            | 勉強していたい!                                  | 2007年8月18日-9月1日               | - 原案：山本純士『授業の出前、いらんかね。』（文藝春秋刊、『15メートルの通学路』（角川文庫刊 - 脚本：岩村匡子 - 出演：長野博(20th Century)、紺野まひる他 |
| 土曜ドラマ            | ジャッジ 〜島の裁判官奮闘記〜                    | 2007年10月7日-11月10日             | - 脚本：中園健司 - 出演：西島秀俊、戸田菜穂、桝岡明、寺田農、浅野温子他                                                                                  |
| 土曜ドラマ            | ひとがた流し                                     | 2007年12月1日-12月15日             | - 原作：北村薫『ひとがた流し』（朝日新聞社刊 - 脚本：江頭美智留 - 出演：沢口靖子、松田美由紀、高木美保他                                                 |
| 単発ドラマ            | 誰がパパやねん! （NHK大阪放送局制作）            | 2007年1月12日                      | - 原作、主演：メッセンジャー黒田 |
| 単発ドラマ            | 雪あかりの街（NHK札幌放送局制作）                | 2007年5月25日                      | - 原作・脚本：清水友陽 - 出演：木村愛里、塩見三省、青坂章子、菊池航紀他                                                                                  |
| 単発ドラマ            | Yuming Films                                     | 2007年12月29日                     | - ストーリーテラー、原作：松任谷由実 - 出演：本仮屋ユイカ、多部未華子、塚本高史 他                                                                       |
| 特集ドラマ            | Good Job〜グッジョブ                             | 2007年3月26日-30日                 | - 原作：かたおかみさお - 脚本：大森美香 - 出演：松下奈緒、徳重聡他                                                                                       |
| 特集ドラマ            | 海峡                                             | 2007年11月17日・11月23日・11月24日 | - 原作・脚本：ジェームス三木 - 出演：長谷川京子、眞島秀和、上川隆也他                                                                                    |
| 特集ドラマ            | 夕陽ヶ丘の探偵団                                 | 2007年12月29日-31日                | - 脚本：岡田茂 - 出演：伊藤大翔、小池彩夢、清水尚弥、山田清貴、武井証、太田力斗、寺田農、田中美里 他                                                     |

### 日本テレビ系の主なテレビドラマ
| 放送枠           | 番組                                                 | 放送日                    | 原作・脚本・キャスト |
| ---------------- | ---------------------------------------------------- | ------------------------- | --- |
| 水曜ドラマ       | ハケンの品格                                         | 2007年1月10日 - 3月14日   | - 脚本：中園ミホ - 出演：篠原涼子、加藤あい、大泉洋他 |
| 水曜ドラマ       | バンビ〜ノ!                                          | 2007年4月18日 - 6月27日   | - 原作：せきやてつじ（小学館・ビッグコミックスピリッツ） - 脚本：岡田惠和 - 出演：松本潤、北村一輝、香里奈他                                                                                                   |
| 水曜ドラマ       | ホタルノヒカリ                                       | 2007年7月11日 - 9月12日   | - 原作：ひうらさとる（講談社・Kiss） - 脚本：水橋文美江 - 出演：綾瀬はるか、国仲涼子他 |
| 水曜ドラマ       | 働きマン                                             | 2007年10月10日 - 12月19日 | - 原作：安野モヨコ（講談社・週刊モーニング） - 脚本：吉田智子 - 出演：菅野美穂他 |
| 土曜ドラマ       | 演歌の女王                                           | 2007年1月13日 - 3月17日   | - 脚本：遊川和彦 - 出演：天海祐希、原田泰造他 |
| 土曜ドラマ       | 喰いタン2                                            | 2007年4月14日 - 6月23日   | - 原作：寺沢大介（講談社・イブニング） - 出演：東山紀之、森田剛他 |
| 土曜ドラマ       | 受験の神様                                           | 2007年7月14日 - 9月22日   | - 脚本：福間正浩 - 出演：山口達也、成海璃子他 |
| 土曜ドラマ       | ドリーム☆アゲイン                                    | 2007年10月13日~12月15日   | - 脚本：渡邉睦月 - 出演：反町隆史、加藤あい、志田未来、児玉清他 |
| 火曜ドラマ       | セクシーボイスアンドロボ                             | 2007年4月10日 - 6月19日   | - 原作：黒田硫黄 （小学館・スピリッツ増刊IKKI） - 脚本：木皿泉 - 出演：松山ケンイチ、大後寿々花他 |
| 火曜ドラマ       | 探偵学園Q                                            | 2007年7月3日 - 9月11日    | - 原作：天樹征丸・さとうふみや（講談社・週刊少年マガジン） - 脚本：大石哲也 - 出演：神木隆之介、志田未来他 |
| 火曜ドラマ       | 有閑倶楽部                                           | 2007年10月16日 - 12月18日 | - 原作：一条ゆかり - 脚本：江頭美智留 - 出演：赤西仁(KAT-TUN)、横山裕、香椎由宇、美波、田口淳之介(KAT-TUN)他                                                                                                   |
| 黄金の舌         | 百鬼夜行抄                                           | 2007年2月3日 - 3月31日    | - 原作：今市子（『百鬼夜行抄』朝日ソノラマ刊） - 脚本：金子二郎、福田卓郎 - 出演：細田よしひこ、酒井彩名他 |
| 黄金の舌         | 死ぬかと思った                                       | 2007年4月7日 - 6月30日    | - 出演：佐藤隆太、井川遥、田中圭、西田奈津美、国仲涼子他 |
| 黄金の舌         | おじいさん先生                                       | 2007年7月7日 - 9月29日    | - 脚本：細川徹 - 総合演出：大宮エリー - 出演：ピエール瀧、松本莉緒、松岡俊介、荒川良々、川村陽介、きたろう、柳沢慎吾他                                                                                         |
| サタデーTVラボ   | ハリ系                                               | 2007年10月13日 - 12月29日 | - 原作：オイカワショータロー、伊津野果地 - 脚本：中津留章仁、及川章太郎、根本ノンジ - 出演：中村友也、村川絵梨、松澤傑、皆川猿時、堀部圭亮、車だん吉、ミッキー・カーチス、田口トモロヲ、吹越満、もたいまさこ他 |
| デジタルの根性内 | オキナワ 男 逃げた                                   | 2007年12月5日、12月19日   | - 出演：りょう |
| ドラマスペシャル | 私の頭の中の消しゴム                                 | 2007年3月13日             | - 出演：深田恭子、及川光博他 |
| ドラマスペシャル | 愛の流刑地                                           | 2007年3月20日・3月21日    | - 原作：渡辺淳一 - 出演：岸谷五朗、高岡早紀他 |
| ドラマスペシャル | 王様の心臓〜リア王より〜                             | 2007年4月6日              | - 脚本：井上由美子 - 出演：西田敏行、井上真央 |
| ドラマスペシャル | ロミオとジュリエット                                 | 2007年4月7日              | - 脚本：井上由美子 - 出演：滝沢秀明、長澤まさみ |
| ドラマスペシャル | どうぶつ119                                          | 2007年6月30日             | - 原案：新堂冬樹 - 脚本：松田裕子 - 出演：速水もこみち、山本太郎他 |
| ドラマスペシャル | 君がくれた夏 〜がんばれば、幸せになれるよ〜          | 2007年8月18日             | - 原作：山崎敏子「がんばれば、幸せになれるよ-小児がんと闘った9歳の息子が遺した言葉」（小学館刊） - 脚本：吉田智子 - 出演：滝沢秀明、深田恭子他                                                                 |
| ドラマスペシャル | 検事 霞夕子SP 豪華客船殺人クルージング               | 2007年10月2日             | - 原作：夏樹静子「密室航路」（光文社刊） - 脚本：前川洋一、山村一間 - 出演：真矢みき、井上和香、清水ミチコ、森本レオ他                                                                                         |
| ドラマスペシャル | 恋のから騒ぎドラマスペシャル4                        | 2007年11月30日            | - 原案：西川史子他 - 脚本：中園ミホ、福間正治、相内美生 - 出演：明石家さんま（ストーリーテラー）、堀北真希、石原さとみ、水川あさみ                                                                             |
| ドラマスペシャル | 名探偵コナンドラマSP 工藤新一の復活!黒の組織との対決 | 2007年12月17日            | - 原作：青山剛昌（小学館・週刊少年サンデー） - 脚本：渡邉睦月 - 出演：小栗旬、黒川智花、伊武雅刀、陣内孝則他                                                                                                   |

### TBS系の主なテレビドラマ
| 放送枠                                   | 番組                                                  | 放送日                                         | 原作・脚本・キャスト |
| ---------------------------------------- | ----------------------------------------------------- | ---------------------------------------------- | --- |
| ナショナル劇場                           | 浅草ふくまる旅館                                      | 2007年1月8日 - 3月19日                         | - 脚本：横田与志他 - 出演：西田敏行、石垣佑磨他 |
| ナショナル劇場                           | 水戸黄門第37部                                        | 2007年4月9日 - 9月17日                         | - 出演：里見浩太朗、原田龍二、合田雅吏他 |
| ナショナル劇場                           | 浅草ふくまる旅館第2シリーズ                           | 2007年10月8日 - 12月17日                       | - 出演：西田敏行他 |
| 木曜9時                                  | 渡る世間は鬼ばかり第8シリーズ                         | 2006年4月6日 - 2007年3月29日                   | - 脚本：橋田寿賀子 - 出演：宇津井健、長山藍子、泉ピン子他                                                                                                  |
| 木曜9時                                  | 夫婦道                                                | 2007年4月12日 - 6月21日                        | - 脚本：清水有生 - 出演：武田鉄矢、高畑淳子他 |
| 木曜9時                                  | 地獄の沙汰もヨメ次第                                  | 2007年7月5日 - 9月13日                         | - 脚本：西荻弓絵 - 出演：江角マキコ、野際陽子、沢村一樹他                                                                                                  |
| 木曜9時                                  | 3年B組金八先生                                        | 2007年10月11日 - 2008年3月20日                 | - 原作：小山内美江子 - 脚本：清水有生 - 出演：武田鉄矢、星野真里、鈴木正幸他                                                                               |
| 木曜10時                                 | きらきら研修医                                        | 2007年1月11日 - 3月22日                        | - 原作：織田うさこ『きらきら研修医』（アメーバブックス） - 脚本：荒井修子、徳永友一 - 出演：小西真奈美、ウエンツ瑛士他                                     |
| 木曜10時                                 | 孤独の賭け〜愛しき人よ〜                              | 2007年4月12日 - 6月21日                        | - 原作：五味川純平『孤独の賭け』（幻冬舎刊） - 脚本：成瀬活雄 - 出演：伊藤英明、長谷川京子他                                                               |
| 木曜10時                                 | 肩ごしの恋人                                          | 2007年7月5日 - 9月6日                          | - 原作：唯川恵『肩ごしの恋人』（集英社文庫） - 脚本：後藤法子 - 出演：米倉涼子、高岡早紀他                                                                 |
| 木曜10時                                 | ジョシデカ!-女子刑事-                                 | 2007年10月18日 - 12月20日                      | - 脚本：秦建日子 - 出演：仲間由紀恵、泉ピン子他 |
| 金曜ドラマ                               | 花より男子2（リターンズ)                              | 2007年1月5日 - 3月16日                         | - 原作：神尾葉子『花より男子』（集英社マーガレットコミックス） - 脚本：サタケミキオ - 出演：井上真央、松本潤他                                             |
| 金曜ドラマ                               | 特急田中3号                                           | 2007年4月13日 - 6月22日                        | - 脚本：橋本裕志 - 出演：田中聖(KAT-TUN)、栗山千明他 |
| 金曜ドラマ                               | 山田太郎ものがたり                                    | 2007年7月6日 - 9月14日                         | - 原作：森永あい『山田太郎ものがたり』（角川書店あすかコミックス） - 脚本：マギー - 出演：二宮和也、櫻井翔、多部未華子他                                   |
| 金曜ドラマ                               | 歌姫                                                  | 2007年10月12日 - 12月21日                      | - 原作・脚本：サタケミキオ - 出演：長瀬智也、相武紗季他 |
| 日曜劇場                                 | 華麗なる一族                                          | 2007年1月14日 - 3月18日                        | - 原作：山崎豊子（新潮文庫刊） - 脚本：橋本裕志 - 出演：木村拓哉、鈴木京香、北大路欣也他                                                                   |
| 日曜劇場                                 | 冗談じゃない!                                         | 2007年4月15日 - 6月24日                        | - 脚本：伴一彦 - 出演：織田裕二、上野樹里他 |
| 日曜劇場                                 | パパとムスメの7日間                                   | 2007年7月1日 - 8月19日                         | - 原作：五十嵐貴久『パパとムスメの7日間』（朝日新聞社） - 脚本：荒井修子他 - 出演：舘ひろし、新垣結衣他                                                    |
| 日曜劇場                                 | ハタチの恋人                                          | 2007年10月14日 - 12月16日                      | - 脚本：吉田紀子 - 出演：明石家さんま、長澤まさみ、森下愛子、塚本高史、黒瀬真奈美他                                                                        |
| 愛の劇場                                 | 結婚式へ行こう!                                       | 2006年12月18日 - 2007年3月9日                  | - 脚本：石原武龍、大沼紀子、山本むつみ、早野円 - 出演：石橋奈美他                                                                                          |
| 愛の劇場                                 | 砂時計                                                | 2007年3月12日 - 6月1日                         | - 原作：芦原妃名子『砂時計』（小学館刊） - 脚本：武田友起他 - 出演：佐藤めぐみ他                                                                           |
| 愛の劇場                                 | マイフェアボーイ                                      | 2007年6月4日 - 7月13日                         | - 脚本：田辺満、川嶋澄乃 - 出演：熊谷真実他 |
| 愛の劇場                                 | 大好き!五つ子Go³!!                                    | 2007年7月16日 - 8月31日                        | - 脚本：浪江裕史 - 出演：森尾由美他 |
| 愛の劇場                                 | 家に五女あり                                          | 2007年9月3日 - 10月26日                        | - 原作：源氏鶏太『家庭の事情』（文藝春秋刊）より - 脚本：関根俊夫、藤原環、千島桃子 - 出演：前田吟 他                                                      |
| 愛の劇場                                 | 愛のうた!                                             | 2007年10月29日 - 12月28日                      | - 脚本：武田有起、山浦雅大、 - 出演：雛形あきこ、荒井萌、泉澤祐希、升毅、岡まゆみ 他                                                                       |
| ドラマ30                                 | 家族善哉（毎日放送制作）                              | 2006年11月27日 - 1月26日                       | - 原作：島村洋子『家族善哉』（講談社文庫刊） - 脚本：西井史子 - 出演：竹内都子、嶋大輔、岩崎良美、千堂あきほ他                                             |
| ドラマ30                                 | キッパリ!（中部日本放送制作）                         | 2007年1月29日 - 4月13日                        | - 原作：上大岡トメ『キッパリ!〜たった5分間で自分を変える方法〜』（幻冬舎刊） - 脚本：梶本恵美 - 出演：奥山佳恵、的場浩司他                                 |
| ドラマ30                                 | 暖流（毎日放送制作）                                  | 2007年4月16日 - 6月29日                        | - 原作：岸田国士『暖流』（新潮文庫刊） - 脚本：井上登紀子、森下直他 - 出演：さとうやすえ、山田純大、近藤正臣他                                             |
| ドラマ30                                 | こどもの事情（中部日本放送制作）                      | 2007年7月2日 - 8月31日                         | - 脚本：藤本匡介 - 出演：田中律子、柳沢慎吾他 |
| ドラマ30                                 | お・ばんざい!（毎日放送制作）                         | 2007年9月3日 - 10月26日                        | - 脚本：羽原大介、李正姫 - 出演：斉藤由貴、田口浩正、大友康平、大空真弓、藤村俊二、石倉三郎他                                                              |
| ドラマ30                                 | 熱血ニセ家族（中部日本放送製作）                      | 2007年10月29日 - 12月28日                      | - 脚本：高田純 - 出演：須藤温子他 |
| 単発ドラマ                               | 和田アキ子殺人事件                                    | 2007年2月12日                                  | - 出演：和田アキ子、三村マサカズ、上田晋也他 |
| 単発ドラマ                               | ロング・ウェディングロード!〜東京Vs大阪ワケアリ婚物語 | 2007年7月30日                                  | - 出演：広末涼子、永井大、秋野暢子、西川きよし、吉行和子、堺正章他                                                                                         |
| 単発ドラマ                               | 輪違屋糸里〜女たちの新選組                            | 2007年9月9日・9月10日                          | - 原作：浅田次郎 - 脚本：竹山洋 - 出演：上戸彩、中嶋朋子、的場浩司、中村獅童、伊藤英明他                                                                   |
| 単発ドラマ                               | さいはての向日葵（北海道放送製作）                    | 2007年9月16日                                  | - 脚本：扇澤延男 - 出演：大塚寧々、荒川良々、中村嘉葎雄 |
| 単発ドラマ                               | ひまわり〜夏目雅子27年の生涯と母の愛〜                | 2007年9月16日                                  | - 原案：『ふたりの「雅子」』 小達スエ （講談社刊） - 脚本：佐藤嗣麻子 - 出演：仲間由紀恵、三田佳子                                                         |
| 単発ドラマ                               | マラソン                                              | 2007年9月20日                                  | - 原作：パク・ミギョン「走れ、ヒョンジン!」 （ランダムハウス講談社） - 脚本：寺田敏雄 - 出演：二宮和也、田中美佐子、内藤剛志、上森寛元、桜井幸子、松岡昌宏 |
| 単発ドラマ                               | ガラスの牙（中部日本放送製作）                        | 2007年10月6日                                  | - 脚本：金子成人 - 出演：蓮佛美沙子、高畑淳子 |
| 単発ドラマ                               | 風子の手紙（北海道放送製作）                          | 2007年10月27日                                 | - 脚本：清水友陽 - 出演：岩田雄二、江田由紀浩、黒岩孝康（札幌スーパーギャグメッセンジャーズ）、岩尾亮（ff男盛りレコーズ）、杉吉結                          |
| 単発ドラマ                               | 彗星物語                                              | 2007年12月3日                                  | - 原作・宮本輝 - 脚本：矢島正雄 - 出演・田中好子、伊東四朗他                                                                                               |
| 1分半劇場 毎週月・火・水曜 時間不定      | 根津サンセットカフェ                                  | 2006年8月 - 2007年3月28日                      | - 脚本：早野円 - 出演：片桐仁、倉科カナ |
| 1分半劇場 毎週月・火・水曜 時間不定      | ドリアンガールズ                                      | 2007年4月 - 9月26日                            | - 脚本：早野円 - 出演：松永玲子（ナイロン100℃）、町田マリー（毛皮族）                                                                                      |
| 1分半劇場 毎週月・火・水曜 時間不定      | 24のひとみ                                            | 2007年10月1日 - 2008年3月26日                  | - 原作：倉島圭（秋田書店刊『週刊少年チャンピオン』） - 脚本：早野円、藤澤雅孔、ブルースカイ - 出演：秋山莉奈、青柳塁斗、酒井敏也ほか                       |
| 中部日本放送製作深夜ドラマ TBSチャンネル | 占い師 天尽                                           | 2007年1月12日〜3月26日 2007年11月4日〜12月30日 | - 脚本：増本庄一郎、遠間亮平、福原充則、西村太佑、熊本浩武 - 出演：片桐仁（ラーメンズ）、矢吹春奈、村松利史                                                |

### フジテレビ系の主なテレビドラマ
| 放送枠                   | 番組                                                                      | 放送日                        | 原作・脚本・キャスト |
| ------------------------ | ------------------------------------------------------------------------- | ----------------------------- | --- |
| 月曜9時                  | 東京タワー 〜オカンとボクと、時々、オトン〜                               | 2007年1月8日 - 3月19日        | - 原作：リリー・フランキー（扶桑社刊） - 脚本：大島里美 - 出演：速水もこみち、倍賞美津子、泉谷しげる他                                                                                 |
| 月曜9時                  | プロポーズ大作戦                                                          | 2007年4月16日 - 6月25日       | - 脚本：金子茂樹 - 出演：山下智久(NEWS)、長澤まさみ、藤木直人他 |
| 月曜9時                  | ファースト・キス                                                          | 2007年7月9日 - 9月17日        | - 脚本：井上由美子 - 出演：井上真央、伊藤英明、松雪泰子他 |
| 月曜9時                  | ガリレオ                                                                  | 2007年10月15日 - 12月17日     | - 原作：東野圭吾 - 出演：福山雅治、柴咲コウ、渡辺いっけい、真矢みき他 |
| 火曜9時                  | 今週、妻が浮気します                                                      | 2007年1月16日 - 3月27日       | - 脚本：吉田智子 - 出演：ユースケ・サンタマリア、石田ゆり子、西村雅彦他 |
| 火曜9時                  | 花嫁とパパ                                                                | 2007年4月10日 - 6月26日       | - 脚本：いずみ吉紘、小川智子 - 出演：石原さとみ、時任三郎、田口淳之介(KAT-TUN)他 |
| 火曜9時                  | 花ざかりの君たちへ〜イケメン♂パラダイス〜                                 | 2007年7月3日 - 9月18日        | - 原作：中条比紗也「花ざかりの君たちへ」（白泉社花とゆめコミックス） - 脚本：武藤将吾 - 出演：堀北真希、小栗旬、生田斗真、紺野まひる、上川隆也他                                       |
| 火曜9時                  | 暴れん坊ママ                                                              | 2007年10月16日 - 12月18日     | - 脚本：大石静 - 出演：上戸彩、大泉洋、ともさかりえ、東幹久他 |
| 関西テレビ制作・火曜10時 | ヒミツの花園                                                              | 2007年1月9日 - 3月20日        | - 脚本：永田優子 - 出演：釈由美子、堺雅人、要潤、池田鉄洋、本郷奏多、寺島進、真矢みき他                                                                                                |
| 関西テレビ制作・火曜10時 | 鬼嫁日記 いい湯だな                                                       | 2007年4月17日 - 6月26日       | - 原作：カズマ『実録鬼嫁日記』（アメーバブックス） - 脚本：尾崎将也 - 出演：観月ありさ、ゴリ（ガレッジセール）他                                                                       |
| 関西テレビ制作・火曜10時 | 牛に願いを Love&Farm                                                      | 2007年7月3日 - 9月11日        | - 脚本：金子ありさ - 出演：玉山鉄二、小出恵介、中田敦彦（オリエンタルラジオ）他 |
| 関西テレビ制作・火曜10時 | スワンの馬鹿! 〜こづかい3万円の恋〜                                       | 2007年10月16日 - 12月18日     | - 脚本：旺季志ずか - 出演：上川隆也、成宮寛貴、劇団ひとり、森口瑤子、田中美佐子他 |
| 木曜夜7時枠              | まるまるちびまる子ちゃん                                                  | 2007年4月19日 - 2008年2月28日 | - 原作：さくらももこ（集英社・りぼんコミックス） - 脚本：樫田正剛 - 出演：伊藤綺夏、酒井法子、モト冬樹他                                                                               |
| 木曜劇場                 | 拝啓、父上様                                                              | 2007年1月11日 - 3月22日       | - 脚本：倉本聰 - 出演：二宮和也（嵐）、高島礼子他 |
| 木曜劇場                 | わたしたちの教科書                                                        | 2007年4月12日 - 6月28日       | - 脚本：坂元裕二 - 出演：菅野美穂、伊藤淳史、谷原章介、風吹ジュン他 |
| 木曜劇場                 | 山おんな壁おんな                                                          | 2007年7月5日 - 9月20日        | - 原作：高倉あつこ（イブニング講談社刊） - 脚本：前川洋一 - 出演：伊東美咲、深田恭子、及川光博、谷原章介、西島秀俊他                                                                   |
| 木曜劇場                 | 医龍-Team Medical Dragon-2                                                | 2007年10月11日 - 12月20日     | - 原作：永井明、乃木坂太郎（小学館ビッグコミックスペリオール刊） - 脚本：林宏司 - 出演：坂口憲二、内田有紀、小池徹平(WaT)、阿部サダヲ、水川あさみ、佐々木蔵之介、夏木マリ、岸部一徳 他 |
| 東海テレビ制作昼ドラマ   | 母親失格                                                                  | 2007年1月4日 - 3月30日        | - 脚本：いとう斗士八、福田裕子、田部俊行 - 出演：芳本美代子、原千晶他 |
| 東海テレビ制作昼ドラマ   | 麗わしき鬼                                                                | 2007年4月2日 - 6月29日        | - 脚本：中島丈博 - 出演：金子さやか、遠野凪子他 |
| 東海テレビ制作昼ドラマ   | 金色の翼                                                                  | 2007年7月2日 - 9月29日        | - 原作：ヘンリー・ジェイムス『鳩の翼』 - 出演：国分佐智子、高杉瑞穂他 |
| 東海テレビ制作昼ドラマ   | 愛の迷宮                                                                  | 2007年10月1日 - 12月28日      | - 脚本：中山乃莉子 - 出演：宮本真希、黒川芽以、保阪尚希他 |
| 土曜ドラマ               | LIAR GAME                                                                 | 2007年4月14日 - 6月23日       | - 原作：甲斐谷忍『LIAR GAME』（集英社・週刊ヤングジャンプ） - 出演：戸田恵梨香、松田翔太、渡辺いっけい他                                                                               |
| 土曜ドラマ               | ライフ                                                                    | 2007年6月30日 - 9月15日       | - 原作：すえのぶけいこ - 脚本：根津理香 - 出演：北乃きい、福田沙紀、真矢みき他 |
| 土曜ドラマ               | SP                                                                        | 2007年11月3日 - 2008年1月26日 | - 脚本：金城一紀 - 総監督：本広克行 - 出演：岡田准一(V6)、堤真一他 |
| 単発ドラマ               | 明智光秀〜神に愛されなかった男〜                                          | 2007年1月3日                  | - 脚本：十川誠志 - 出演：唐沢寿明、長澤まさみ、上川隆也、柳葉敏郎他 |
| 単発ドラマ               | 佐賀のがばいばあちゃん                                                    | 2007年1月4日                  | - 原作・脚本：島田洋七 - 出演：泉ピン子、島田洋七、石田ゆり子、原沙知絵、小日向文世他                                                                                                  |
| 単発ドラマ               | 新・美味しんぼ                                                            | 2007年1月20日 2007年11月17日  | - 原作：雁屋哲（小学館「ビッグコミックスピリッツ」） - 脚本：倉成柊一郎 - 出演：松岡昌宏(TOKIO)、優香、松平健他                                                                        |
| 単発ドラマ               | 太郎と次郎〜反省ザルとボクの夢〜                                          | 2007年3月17日                 | - 原案：村﨑太郎 - 出演：坂口憲二、武田鉄矢他 |
| 単発ドラマ               | トリハダ〜夜ふかしのあなたにゾクッとする話を                              | 2007年3月29日 2007年9月27日   | 出演（2007年9月27日）:佐津川愛美、金井勇太、音尾琢真、洞口依子 |
| 単発ドラマ               | くうねるところすむところ〜恋するニッカボッカ・ガール〜 （関西テレビ製作） | 2007年4月10日                 | - 原作：平安寿子（文藝春秋刊） - 脚本：江頭美智留 - 出演：青木さやか、金子賢他 |
| 単発ドラマ               | 介助犬ムサシ〜学校へ行こう!〜                                             | 2007年4月20日                 | - 原案：綾野まさる - 脚本：清水友佳子 - 出演：成海璃子、片平なぎさ、白石美帆他 |
| 単発ドラマ               | 松本喜三郎一家物語〜おじいさんの台所〜                                    | 2007年5月4日                  | - 脚本：大石静 - 出演：三國連太郎、安田成美他 |
| 単発ドラマ               | 奇跡の動物園2007〜旭山動物園物語〜                                        | 2007年5月11日                 | - 脚本：相良敦子 - 出演：山口智充、広末涼子、戸田恵梨香、小出恵介他 |
| 単発ドラマ               | 法の庭                                                                    | 2007年8月17日                 | - 原作：田原成貴・能田茂 - 出演：松雪泰子、山口智充、吉田栄作他 |
| 単発ドラマ               | はだしのゲン                                                              | 2007年8月10日・8月11日        | - 原作：中沢啓治 - 脚本：君塚良一 - 出演：小林廉、中井貴一、石田ゆり子他 |
| 単発ドラマ               | 裸の大将〜放浪の虫が動き出したので〜                                      | 2007年9月1日                  | - 原作：山下清 - 脚本：林誠人 - 出演：塚地武雅（ドランクドラゴン）、水川あさみ、萬田久子他                                                                                             |
| 単発ドラマ               | 出るトコ出ましょ!                                                         | 2007年9月22日                 | - 原作：稲光伸二（小学館スピリッツ刊） - 脚本：石原武龍、末安正子 - 出演：堀北真希、谷原章介、小池栄子、温水洋一、近藤正臣他                                                           |
| 単発ドラマ               | 火星から来た蜘蛛の群れとグラマラスエンジェル                              | 2007年9月28日                 | - 脚本:山崎淳也 - 演出:永山耕三 - 出演:山崎樹範、内田滋、吉瀬美智子、唐沢美帆、田中圭、松尾敏伸、鈴木蛍ほか                                                                            |
| 単発ドラマ               | ヅラ刑事 頭上最大の決戦                                                   | 2007年10月14日                | - 原作：河崎実 - 脚本：河崎実、中野貴雄 - 出演：モト冬樹、北川弘美、イジリー岡田、林家ペー 他                                                                                          |
| 単発ドラマ               | フライトパニック                                                          | 2007年10月20日                | - 脚本：吉高寿男 - 出演：岡田義徳、関めぐみ、木村了、平泉成、泉谷しげる 他 |
| 単発ドラマ               | 花いくさ 〜京都祇園伝説の芸・岩崎峰子〜                                   | 2007年11月23日                | - 原作：岩崎峰子『芸妓峰子の花いくさ』（講談社刊） - 脚本：寺田敏雄 - 出演：井上真央、葉月里緒奈、戸田菜穂、小沢真珠、仲村トオルほか                                                   |
| 単発ドラマ               | しゃばけ                                                                  | 2007年11月24日                | - 原作：畠中恵（新潮社刊） - 脚本：永田優子 - 出演：手越祐也(NEWS)、谷原章介、宮迫博之(雨上がり決死隊)、真矢みき他                                                                     |
| 単発ドラマ               | 美ら海からの年賀状                                                        | 2007年12月14日                | 出演：時任三郎、比嘉愛未、水嶋ヒロ他 |
| 単発ドラマ               | 大韓航空機爆破事件から20年 金賢姫を捕らえた男たち〜封印された3日間〜      | 2007年12月15日                | - 脚本：野尻靖之 - 出演：高嶋政伸、伊藤淳史、半海一晃、中丸新将、美元、利重剛、ジュリー・ドレフュス、勝村政信ほか                                                                      |
| 単発ドラマ               | まだ見ぬ父へ、母へ〜全盲のテノール歌手・新垣勉の軌跡                      | 2007年12月21日                | - 脚本：布勢博一 - 出演：小池徹平、いしだあゆみ、麻生祐未、中尾明慶、平山広行、市毛良枝、りょう、清水紘治ほか                                                                          |

### テレビ朝日系の主なテレビドラマ
| 放送枠                                    | 番組                                                       | 放送日                                                                   | 原作・脚本・キャスト |
| ----------------------------------------- | ---------------------------------------------------------- | ------------------------------------------------------------------------ | --- |
| テレビ朝日火曜時代劇（2007年9月終了）     | 遠山の金さん                                               | 2007年1月16日 - 3月20日                                                  | - 脚本：ちゃき克彰、藤井邦夫他 - 出演：松平健、中村繁之他                                                                                            |
| テレビ朝日火曜時代劇（2007年9月終了）     | 八州廻り桑山十兵衛〜捕物控ぶらり旅                         | 2007年5月1日 - 6月19日                                                   | - 出演：北大路欣也他 |
| テレビ朝日火曜時代劇（2007年9月終了）     | 素浪人 月影兵庫                                            | 2007年7月17日 - 9月11日                                                  | - 原作：南條範夫 - 出演：松方弘樹他 |
| テレ朝水曜21時枠刑事ドラマ                | 相棒 (シーズン5)                                           | 2006年10月11日 - 2007年3月14日                                           | - 出演：水谷豊、寺脇康文他 |
| テレ朝水曜21時枠刑事ドラマ                | 警視庁捜査一課9係2                                         | 2007年4月18日 - 6月20日                                                  | - 出演：渡瀬恒彦、井ノ原快彦他 |
| テレ朝水曜21時枠刑事ドラマ                | 警視庁捜査ファイル〜さくら署の女たち〜                     | 2007年7月11日 - 9月13日                                                  | - 出演：高島礼子他 |
| テレ朝水曜21時枠刑事ドラマ                | 相棒 (シーズン6)                                           | 2007年10月24日 - 2008年3月19日                                           | - 出演：水谷豊、寺脇康文他 |
| 木曜ミステリー                            | 新・京都迷宮案内4                                          | 2007年1月11日 - 3月8日                                                   | - 脚本：西岡琢也、公園兄弟 - 出演：橋爪功、国生さゆり他                                                                                              |
| 木曜ミステリー                            | その男、副署長〜京都河原町署事件ファイル〜                 | 2007年4月26日 - 6月14日                                                  | - 脚本：塩田千種、岩下悠子、櫻井武晴、福田卓郎 - 出演：船越英一郎、田中美里他                                                                        |
| 木曜ミステリー                            | 女刑事みずき〜京都洛西署物語〜                             | 2007年7月5日 - 9月13日                                                   | - 出演：浅野ゆう子他 |
| 木曜ミステリー                            | 京都地検の女                                               | 2007年10月25日 - 12月20日                                                | - 脚本：西岡琢也 - 出演：名取裕子、船越英一郎 |
| 木曜ドラマ (テレビ朝日)                   | エラいところに嫁いでしまった!                              | 2007年1月11日 - 3月8日                                                   | - 脚本：後藤法子 - 出演：仲間由紀恵、谷原章介他 |
| 木曜ドラマ (テレビ朝日)                   | ホテリアー                                                 | 2007年4月12日 - 6月14日                                                  | - 原作：カン・ウンギョン - 脚本：江頭美智留 - 出演：上戸彩、及川光博、ペ・ヨンジュン他                                                               |
| 木曜ドラマ (テレビ朝日)                   | 菊次郎とさき                                               | 2007年7月5日 - 9月13日                                                   | - 原作：北野武 - 出演：陣内孝則、室井滋、塚本高史他                                                                                                  |
| 木曜ドラマ (テレビ朝日)                   | おいしいごはん 鎌倉・春日井米店                            | 2007年10月25日 - 12月13日                                                | - 脚本：古沢良太 - 出演：渡哲也、藤原紀香、徳重聡他                                                                                                  |
| 朝日放送・テレビ朝日金曜9時枠の連続ドラマ | 松本清張・最終章 わるいやつら                              | 2007年1月19日 - 3月9日                                                   | - 原作：松本清張 - 脚本：神山由美子 - 出演：米倉涼子、北村一輝他                                                                                     |
| 朝日放送・テレビ朝日金曜9時枠の連続ドラマ | 生徒諸君!                                                  | 2007年4月20日 - 6月22日                                                  | - 原作：庄司陽子『生徒諸君! 教師編』（講談社漫画文庫刊） - 脚本：辻真先 - 出演：内山理名、堀北真希他                                                 |
| 朝日放送・テレビ朝日金曜9時枠の連続ドラマ | 女帝                                                       | 2007年7月13日 - 9月14日                                                  | - 原作：倉科遼・和気一作 - 出演：加藤ローサ、松田翔太他                                                                                              |
| 朝日放送・テレビ朝日金曜9時枠の連続ドラマ | オトコの子育て                                             | 2007年10月26日 - 12月14日                                                | - 脚本：尾崎将也 - 出演：高橋克典、国仲涼子、小泉孝太郎他                                                                                            |
| 金曜ナイトドラマ                          | 特命係長 只野仁 (3rdシーズン)                              | 2007年1月12日 - 3月16日                                                  | - 脚本：尾崎将也、高山直也、旺季志ずか、三上幸四郎 - 出演：高橋克典、櫻井淳子他                                                                      |
| 金曜ナイトドラマ                          | 帰ってきた時効警察                                         | 2007年4月13日 - 6月8日                                                   | - 脚本：吉田玲子他 - 出演：オダギリジョー、麻生久美子他                                                                                              |
| 金曜ナイトドラマ                          | スシ王子!                                                  | 2007年7月27日 - 9月14日                                                  | - 原案：堤幸彦 - 脚本：佃典彦 - 出演：堂本光一、中丸雄一他                                                                                           |
| 金曜ナイトドラマ                          | モップガール                                               | 2007年10月12日 - 12月14日                                                | - 出演：北川景子、谷原章介他 |
| 土曜ミッドナイトドラマ                    | パズル                                                     | 2007年1月13日 - 2月3日                                                   | - 原作：山田悠介 - 脚本：佐藤久美子 - 出演：柳浩太郎、中村優一他                                                                                     |
| 土曜ミッドナイトドラマ                    | 失踪HOLIDAY                                                | 2007年2月10日 - 3月3日                                                   | - 原作：乙一 - 脚本：酒井直行 - 出演：石橋杏奈、戸田菜穂他                                                                                           |
| 土曜ミッドナイトドラマ                    | ティッシュ                                                 | 2007年4月21日 - 6月16日                                                  | - 原作：坂辺周一「COMIC ボナンザ」リイド社刊 - 脚本：大原久澄 - 出演：斎藤幸乃、宮下裕治他                                                           |
| 土曜ミッドナイトドラマ                    | 新宿スワン                                                 | 2007年8月18日 - 9月29日                                                  | - 原作：和久井健 - 脚本：酒井直行 - 出演：川村陽介、矢吹春奈他                                                                                       |
| 土曜ミッドナイトドラマ                    | もうひとつの象の背中                                       | 2007年10月13日 - 11月3日                                                 | - 原案：秋元康『象の背中』(産経新聞社刊） - 脚本：遠藤察男 - 出演：近野成美、渡辺いっけい他                                                          |
| ドラマスペシャル                          | マグロ                                                     | 2007年1月4日・5日                                                        | - 脚本：鎌田敏夫 - 出演：渡哲也、天海祐希、徳重聡、内田有紀、渡邉邦門、佐戸井けん太他                                                                |
| ドラマスペシャル                          | 白虎隊                                                     | 2007年1月6日・7日                                                        | - 脚本：内館牧子 - 出演：山下智久(NEWS)、田中聖(KAT-TUN)、藤ヶ谷太輔（ジャニーズJr.）、薬師丸ひろ子他                                                |
| ドラマスペシャル                          | ミヤコ蝶々ものがたり                                       | 2007年3月15日                                                            | - 脚本：大石静 - 出演：久本雅美、笑福亭鶴光他 |
| ドラマスペシャル                          | 第6回テレビ朝日21世紀新人シナリオ大賞 彼女との正しい遊び方 | 2007年3月23日                                                            | - 出演：黒川智花、水嶋ヒロ |
| ドラマスペシャル                          | テレサ・テン物語〜私の家は山の向こう                       | 2007年6月2日                                                             | - 原作：有田芳生『私の家は山の向こう〜テレサ・テン十年目の真実』（文藝春秋刊） - 脚本：龍居由佳里 - 出演：木村佳乃他                                 |
| ドラマスペシャル                          | 玉蘭                                                       | 2007年6月16日                                                            | - 原作：桐野夏生『玉蘭』（朝日新聞社刊） - 脚本：西岡琢也 - 出演：常盤貴子他                                                                         |
| ドラマスペシャル                          | 必殺仕事人 2007（ABC制作）                                 | 2007年7月7日                                                             | - 原作：池波正太郎 - 出演：藤田まこと、東山紀之、松岡昌宏(TOKIO)、大倉忠義（関ジャニ∞）他                                                            |
| ドラマスペシャル                          | 黒澤明ドラマスペシャル第一夜「天国と地獄」                 | 2007年9月8日                                                             | - 出演：佐藤浩市、阿部寛、鈴木京香、妻夫木聡他 |
| ドラマスペシャル                          | 黒澤明ドラマスペシャル第二夜「生きる」                     | 2007年9月9日                                                             | - 出演：松本幸四郎、深田恭子、北村一輝、ユースケ・サンタマリア他                                                                                     |
| ドラマスペシャル                          | 黒い太陽（金曜ナイトドラマ枠）                             | 2007年9月21日                                                            | - 原作：新堂冬樹 - 脚本：樫田正剛 - 出演：永井大、三津谷葉子、矢吹春奈他                                                                             |
| ドラマスペシャル                          | 未来遊園地（金曜ナイトドラマ枠）                           | 2007年9月28日                                                            | - 脚本：朝倉寛 - 出演：田中直樹、片瀬那奈、ちすん他                                                                                                  |
| ドラマスペシャル                          | そらぷち（HTBスペシャルドラマ）                            | 2007年9月29日                                                            | - 脚本：前川洋一 - 出演：森田直幸、悠城早矢、菊池航紀他                                                                                              |
| ドラマスペシャル                          | ガンジス河でバタフライ（メ〜テレ制作）                     | 2007年10月5日・10月6日                                                   | - 脚本：宮藤官九郎 - 出演：長澤まさみ他 |
| ドラマスペシャル                          | 松本清張 点と線                                            | 2007年11月24日・11月25日                                                 | - 原作：松本清張「点と線」（光文社刊） - 脚本：竹山洋 - 出演：ビートたけし、高橋克典、内山理名、夏川結衣、柳葉敏郎 他                                |
| ドラマスペシャル                          | 半落ち                                                     | 2007年12月8日                                                            | - 原作：横山秀夫 - 脚本：佐伯俊道 - 出演：椎名桔平、渡瀬恒彦、高嶋政伸、渡辺いっけい、橋爪功、寺田農、森口瑤子、竜雷太、東幹久、中林大樹他           |
| ドラマスペシャル                          | シャワーGirl                                               | 2007年12月15日                                                           | - 脚本：小川みづき - 出演：杏さゆり、濱田岳、田中哲司、正名僕蔵、掟ポルシェ                                                                          |
| ドラマスペシャル                          | 敵は本能寺にあり                                           | 2007年12月16日                                                           | - 出演：市川染五郎、玉木宏、釈由美子、中村梅雀、竹中直人、柄本明、椎名桔平、岸部一徳、浅野ゆう子、藤田まこと 他                                      |
| ドラマスペシャル                          | 吉原炎上                                                   | 2007年12月29日                                                           | 出演：観月ありさ、星野真里、国生さゆり、井上和香、笹野高史 他                                                                                        |
| 土曜ナイトドラマ                          | H-code〜愛しき賞金稼ぎ〜                                   | 1月13日 - 3月10日                                                        | - 脚本：八津弘幸 - 出演：大浦龍宇一、蒲生麻由 他 |
| 土曜ナイトドラマ                          | 学問ノススメ                                               | 4月28日 - 6月16日                                                        | - 原作：清水義範（光文社文庫） - 脚本：松本美弥子、森山あけみ - 出演：中尾明慶、松下萌子、山本太一、柏木貴代（美少女クラブ31）、中村昌也、寺田有希他 |
| 土曜ナイトドラマ                          | 初恋net.com〜忘れられない恋のうた〜                        | 2007年11月3日 - 12月15日                                                 | - 原作・脚本：小原信治 - 出演：野村佑香、わかぎゑふ 他                                                                                               |
| BS朝日                                    | 大根刑事                                                   | 2007年7月6日 - 2007年11月16日 TOKYO MXでは2006年12月28日 - 2007年3月19日 | - 脚本・演出：熊谷祐紀 - 声の出演：りらちっち（河津玲奈、越智綾香）                                                                                  |

### テレビ東京系の主なテレビドラマ
| 放送枠                      | 作品（番組）          | 放送日                         | 原作・脚本・キャスト |
| --------------------------- | --------------------- | ------------------------------ | --- |
| 新春ワイド時代劇            | 忠臣蔵 瑤泉院の陰謀   | 2007年1月2日                   | - 原作：湯川裕光「瑶泉院 - 忠臣蔵の首謀者・浅野阿久利」 - 脚本：ジェームス三木 - 出演：稲森いずみ、北大路欣也）、高橋英樹、高嶋政伸、江守徹、吹石一恵、萬田久子他            |
| ドラマ24                    | Xenos                 | 2007年1月12日 - 3月30日        | - 原作：村生ミオ『Xenos』（秋田書店ヤングチャンピオン） - 出演：海東健、一戸奈美他                                                                                           |
| ドラマ24                    | エリートヤンキー三郎  | 2007年4月13日 - 2007年6月29日  | - 原作：阿部秀司『エリートヤンキー三郎』（講談社ヤングマガジン） - 出演：石黒英雄、倉科カナ、板倉俊之（インパルス）、橋本じゅん他                                            |
| ドラマ24                    | BOYSエステ            | 2007年7月13日 - 9月28日        | - 原作：真崎総子（講談社デザート） - 出演：中村蒼、杉本有美他 |
| ドラマ24                    | 死化粧師              | 2007年10月5日 - 12月21日       | - 原作：三原ミツカズ（祥伝社） - 出演：和田正人、篠原真衣、国生さゆり、五十嵐隼士(D-BOYS)、小野寺昭他                                                                        |
| 17時30分台                  | 美味學院              | 2007年4月2日~6月25日           | - 原作：青木健生 - 脚本：青木健生、松田裕子、小林雄次、広田光毅、入江信吾、横田理恵 - 出演：西島隆弘(AAA)、與真司郎(AAA)、相葉弘樹、三浦涼介、中村優一、城咲仁、黒田アーサー |
| 17時30分台                  | 女子アナ一直線!       | 2007年7月2日 - 9月24日         | - 原案：海谷リョウコ、豆並森太郎 - 脚本：清水友佳子、ツル、半澤律子、李正姫 - 出演：佐藤千亜妃、安田美沙子、小松愛、神崎詩織、甲斐麻美、木南晴夏、三浦涼介、清水ミチコ       |
| 17時30分台                  | 週刊 赤川次郎         | 2007年7月3日 - 9月25日         | - 脚本：草野陽花他 - 出演：岩田さゆり、南野陽子、スネオヘアー 他 |
| 17時30分台                  | チョコミミ            | 2007年10月1日 - 2008年3月31日  | - 脚本：祢寝彩木 - 監督：草野陽花 - 出演：寺本來可、増山加弥乃(AKB48) 他 |
| 17時30分台                  | 美容少年★セレブリティ | 2007年10月2日 - 12月25日       | - 脚本：大野敏哉 - 出演：小木茂光、菅原永二、中河内雅貴、加藤将太他 |
| テレビ東京金曜夜8時枠時代劇 | 逃亡者 おりん         | 2006年10月20日 - 2007年3月23日 | |
| テレビ東京金曜夜8時枠時代劇 | よろずや平四郎活人剣  | 2007年4月20日 - 2007年6月15日  | |
| テレビ東京金曜夜8時枠時代劇 | 刺客請負人            | 2007年7月20日 - 2007年9月28日  | |
| テレビ東京金曜夜8時枠時代劇 | お江戸吉原事件帖      | 2007年10月26日 - 12月14日      | 出演：東ちづる、横山めぐみ、小林恵美、海東健、渡辺裕之、神山繁、萬田久子 |
| ドラマスペシャル            | 李香蘭                | 2007年2月11日、12日            | - 原作：山口淑子『「李香蘭」を生きて』（日本経済新聞社刊） - 脚本：竹山洋 - 出演：上戸彩、橋爪功他                                                                           |
| ドラマスペシャル            | 姿三四郎              | 2007年12月6日                  | - 原作：富田常雄 - 脚本：戸田山雅司 - 出演：加藤成亮(NEWS)、中越典子、本仮屋ユイカ、風間俊介、要潤                                                                           |

### WOWOWの主なテレビドラマ
- つかじの無我〜12人の証言者〜（2007年4月3日 - 2007年7月10日）
  - 出演：ドランクドラゴン、きたろう
  - 監修：倉持裕

ドラマW
- 長い長い殺人（2007年11月4日）
  - 原作：宮部みゆき
  - 出演：長塚京三、西田尚美
- 孤独の歌声（2007年11月11日）
  - 出演：内山理名
- 結婚詐欺師（2007年11月18日）
  - 原作：乃南アサ
  - 出演：内村光良、加藤雅也、鶴田真由
  - 監督：金子修介
- 蒼い瞳とニュアージュ（2007年11月25日）
  - 出演：深田恭子

### 独立局のテレビドラマ
| 放送枠                     | 番組                                                                                     | 放送日                                        | 原作・脚本・キャスト |
| -------------------------- | ---------------------------------------------------------------------------------------- | --------------------------------------------- | --- |
| ※                          | ホレゆけ!スタア☆大作戦 〜まりもみ危機一髪!〜 ホレゆけ!スタア☆大作戦〜まりもみ一触即発!〜 | 2007年4月11日 - 2007年9月27日 2007年10月3日 - | - 出演：古田新太、藤木直人、山西惇、八十田勇一、生瀬勝久、まりもみ（中里真美、加藤理恵、渋谷桃子、加藤みづき）、長谷川京子、宮藤官九郎、ともさかりえ |
| TOKYO MX 金曜23:30 - 24:00 | 時空警察ヴェッカーシグナ                                                                 | 2007年7月6日 - 2007年9月22日                  | - 脚本：兵頭一歩 - 出演：葉月あい、しほの涼、鮎川穂乃果、彩月貴央、仲村みう他 - 演出：畑澤和也                                                       |
| ※                          | パセリ                                                                                   | 2007年10月2日~2007年12月25日                  | - 脚本・監督・編集：林正明 - 出演：黒川芽以、柚月美穂、森口博子、松田悟志他                                                                          |
| ※                          | 風魔の小次郎                                                                             | 2007年10月3日 - 12月28日                      | - 原作：車田正美 - 出演：村井良大、川久保拓司、進藤学、藤田玲他                                                                                      |
| KBS京都 サンテレビ tvk     | 愛しのファミーユ                                                                         | 2007年10月2日~2007年12月25日                  | - 企画：中島貞夫 - 脚本：リュパンズ（西村朋樹、北條俊正、大森一樹、中島貞夫） - 出演：有川博、大塚良重、島崎あゆみ他                                 |

## テレビアニメ
以下はキー局での放送時間を基準としている。

### NHK
NHK教育
MAJOR 3rd season
風の少女エミリー
電脳コイル
ひつじのショーン
NHK-BS2
精霊の守り人
彩雲国物語 第2シリーズ
オーバン・スターレーサーズ

### 日本テレビ系
全日帯
チビナックス2.0(STV)
深夜帯
CLAYMORE
逆境無頼カイジ
魔人探偵脳噛ネウロ

### TBS系
全日帯
ラブ★コン
機動戦士ガンダム00（MBS製作）
深夜帯
ひだまりスケッチ
Venus Versus Virus
怪物王女
神曲奏界ポリフォニカ
おおきく振りかぶって（MBS・TBS共同製作）
DARKER THAN BLACK -黒の契約者-（MBS製作）
ロミオ×ジュリエット（CBC製作）
灼眼のシャナII（Second）（MBS製作）
逮捕しちゃうぞ フルスロットル
CLANNAD

### フジテレビ系
全日帯
ゲゲゲの鬼太郎（第5シリーズ）
深夜帯
月面兎兵器ミーナ
スカルマン
しおんの王
ノイタミナ枠
のだめカンタービレ
モノノ怪
もやしもん
世界名作劇場枠
レ・ミゼラブル 少女コゼット（BSフジのみ）

### テレビ朝日系
全日帯
Yes!プリキュア5（朝日放送制作）
古代王者 恐竜キング Dキッズ・アドベンチャー（メ〜テレ制作）

### テレビ東京系
全日帯
デルトラクエスト（テレビ愛知制作）
ファイテンション☆デパート
天元突破グレンラガン
アニメロビー（おねがいマイメロディ すっきり♪・ロビーとケロビー）（テレビ大阪製作）
ハヤテのごとく!
BLUE DRAGON
かみちゃまかりん
ミュータント タートルズ
爆丸バトルブローラーズ
深夜帯
がくえんゆーとぴあ まなびストレート!
Master of Epic The Animation Age
エル・カザド
Over Drive
機神大戦ギガンティック・フォーミュラ
キスダム -ENGAGE planet-
鋼鉄三国志
瀬戸の花嫁
ながされて藍蘭島
みなみけ
ヒロイック・エイジ

### UHFアニメ
UHFアニメ一覧を参照。

### WOWOW
ノンスクランブル
ロケットガール
スクランブル
REIDEEN
MOONLIGHT MILE
鋼鉄神ジーグ
Devil May Cry

### スカイパーフェクTV!
アニマックス
東京魔人學園剣風帖 龍龍
獣装機攻ダンクーガノヴァ
キッズステーション
スパイダーライダーズ 〜よみがえる太陽〜
ファミリー劇場
天才? Dr.ハマックス

## 特撮番組

### NHK
- 怪奇大作戦 セカンドファイル

NHKデジタル衛星ハイビジョン（2007年4月2日、4月9日、4月16日）
- - 出演：西島秀俊、田中直樹、岸部一徳、寺田農 他
  - 制作：円谷プロダクション

### TBS系
- CBC制作ウルトラシリーズ
  - ウルトラマンメビウス（2006年4月8日 - 2007年3月31日）
    - 出演：五十嵐隼士、田中実他

  - ULTRASEVEN X（2007年10月5日 - 2007年12月21日）
    - 出演：与座重理久、加賀美早紀 他

### フジテレビ系
- 特撮伝説ピープロ魂（2007年8月9日）
  - 出演：江木俊夫、成川哲夫、潮哲也、竹熊健太郎、氷川竜介

### テレビ朝日系
- スーパー戦隊シリーズ
  - 轟轟戦隊ボウケンジャー（放送日:2006年2月19日 - 2007年2月11日）
    - 原作:八手三郎
    - 脚本:會川昇
    - 出演:高橋光臣、齋藤ヤスカ、三上真史、中村知世、末永遥、斉木しげる他

  - 獣拳戦隊ゲキレンジャー（2007年2月18日 - 2008年2月10日）
- 仮面ライダーシリーズ
  - 仮面ライダーカブト（放送日:2006年1月29日 - 2007年1月21日）
    - 出演:水嶋ヒロ、佐藤祐基、里中唯、永田杏奈、奥村夏未、山口祥行、西牟田恵他

  - 仮面ライダー電王（2007年1月28日 - 2008年1月27日）

### テレビ東京系
- 美少女戦麗舞パンシャーヌ 奥様はスーパーヒロイン!（放送日:2007年4月3日 - 6月26日）
  - 出演:矢吹春奈他
- キューティーハニー THE LIVE（放送日:2007年10月2日 - 2008年3月25日）
  - 原作：永井豪（秋田書店『週刊少年チャンピオン』）
  - シリーズ構成・脚本：井上敏樹
  - 出演：原幹恵、山本匠馬、水崎綾女、小松愛、なぎら健壱 他
  - 総監督：横山誠
- MAGISTER NEGI MAGI 魔法先生ネギま!（放送日:2007年10月3日 - 2008年3月26日）
  - 原作：赤松健（講談社『週刊少年マガジン』）
  - 脚本：荒川稔久、林壮太郎
  - 出演：柏幸奈、ヒロシ、松永裕子、若月さら、山本真代、近藤美穂子、大瀬あみ、藤本泉、佐藤蛾次郎、及川奈央、ミッキー・カーチス他

### BS11デジタル
- ウルトラギャラクシー大怪獣バトル（放送日:2007年12月1日 - 2008年2月23日）
  - 出演:南翔太他
  - 制作:円谷プロダクション

## スポーツ中継
- 第51回全日本実業団ニューイヤー駅伝（1月1日、TBS系）
- 第86回天皇杯全日本サッカー選手権大会（決勝：1月1日、NHK総合）
- 第86回全国高等学校ラグビーフットボール大会（決勝：1月7日、TBS系にて放送）
- 箱根駅伝（往路：1月2日、復路：1月3日、日本テレビ系）
- 第85回全国高等学校サッカー選手権大会（準決勝：1月6日、決勝：1月8日、日本テレビ系）
- 第43回全国大学ラグビーフットボール選手権大会（準決勝：1月2日、決勝：1月13日、NHK総合）
  - 1月13日の決勝は、北海道・東北を中心とした地震による津波関連のニュースがあったためNHK教育にて代替放送されたが、21日未明にNHK総合で録画中継で放送された。
- 全日本大学野球選手権大会・東京六大学野球（NHK教育・日本テレビ）
- 世界競泳2007（テレビ朝日系、8月21日~8月24日）
- 2007年世界陸上選手権（TBS、8月25日 - 9月2日）
- 世界柔道選手権大会（フジテレビ、9月14日 - 9月17日）
- 2007年ワールドカップバレーボール （フジテレビ、11月2日 - 12月2日）
- 柔道ワールドグランプリ（テレビ東京、12月7日 - 12月9日）
- 2007全日本フィギュアスケート選手権（2007年12月28日・12月29日）
- K-1 PREMIUM 2007 Dynamite!!（TBS、12月31日）
- 年忘れKYORAKUスペシャル 大みそかハッスル祭り2007（テレビ東京、12月31日）

## 特別番組
| 1月1日                                                         | 大笑点（日本テレビ） |
| 1月1日                                                         | 今年も生だよ芸人集合 9時間笑いっぱなし伝説 2007年もっとも売れる吉本No.1芸人は誰だ!?スペシャル（テレビ東京）                                                                                            |
| 1月1日                                                         | 第40回初詣!爆笑ヒットパレード2007（フジテレビ） |
| 1月1日                                                         | ビートたけしのお笑いウルトラクイズ（日本テレビ） |
| 1月1日                                                         | 志村&所の戦うお正月（テレビ朝日） |
| 1月1日                                                         | 第44回新春かくし芸大会2007（フジテレビ） |
| 1月2日 10月16日                                                | 徳光&所の世界記録工場（日本テレビ） 女子ソフト世界一ピッチャーからヒット打ったら200万円!! |
| 1月2日                                                         | 鶴瓶の日本一長いお正月（関西テレビ）：関西ローカルだが、AKTほか一部地域でも放送された。 |
| 1月2日                                                         | 芸能人格付けチェック（ABC） |
| 1月3日                                                         | 今夜決定ものまねバトルベストアーチストアワード |
| 1月3日                                                         | TBS開局55周年 古代エジプト大冒険!!黄金・ミイラ・大発掘 究極の48(秘)ミステリー全解明スペシャル |
| 1月3日                                                         | さんタク（フジテレビ） |
| 1月3日                                                         | ゴールドラッシュ07 イロモネアへの道（TBS） |
| 1月3日                                                         | 夢対決!とんねるずのスポーツ王は俺だ!スペシャル（テレビ朝日） |
| 1月3日                                                         | 古代文化ミステリーたけしの新・世界の七不思議（テレビ東京） |
| 1月3日                                                         | 大人の教科書（フジテレビ） |
| 1月3日 3月31日                                                 | ビバ!腹キュン大飯店 |
| 1月3日 4月6日 9月30日                                          | タモリのヒストリーX（フジテレビ） |
| 1月3日 4月13日 - 7月6日 スポパラ 10月15日                      | モヤモヤさまぁ〜ず2 |
| 2005年8月25日 2006年5月9日 1月3日（MR.レッドゾーン） 8月31日   | お笑い圧力団体（フジテレビ721） |
| 1月4日                                                         | 無言館・レクイエムから明日へ |
| 1月4日                                                         | 7男2女11人大家族石田さんチ長男が結婚披露宴会場は大騒ぎ!新春感動スペシャル |
| 1月4日                                                         | どっちの料理ショー・RETURNS2007!（読売テレビ） |
| 1月4日                                                         | すぽるとスペシャル（フジテレビ） |
| 1月4日                                                         | ミドル3（テレビ朝日） |
| 1月4日                                                         | フットボールアワー刑事（こちら芸能特捜刑事!） |
| 1月4日                                                         | 史上空前!!笑いの祭典 ザ・ドリームマッチ'07 |
| 1月4日                                                         | 不思議の国のアリス（フジテレビ） |
| 1月4日 4月4日 10月3日                                          | オールスター赤面申告!ハプニング大賞 |
| 1月4日 4月24日（カスペ!） 10月23日（カスペ!）                  | トクメイ希望（フジ） |
| 1月4日 5月6日 8月19日 10月14日                                 | 平成教育委員会2007入試直前スペシャル!! 平成教育委員会2007・難関中学校スペシャル 平成教育委員会2007・真夏の林間学校SP 平成教育委員会2007・学問&スポーツ&芸術 秋まっ盛りスペシャル（いずれもフジテレビ） |
| 1月4日 4月11日 - 12月29日                                      | 限定品!夢の福袋SP ショッピングの女王様〜Queen of the shopping〜 |
| 1月4日 8月6日 9月24日                                          | クイズ検定試験 （NHK総合） |
| 1月5日                                                         | オセロのおとなの選択SP |
| 1月5日                                                         | さんま・玉緒のお年玉あんたの夢をかなえたろかスペシャル |
| 1月5日                                                         | 田舎を食べよう…!ふるさとグルメ大賞 |
| 1月5日                                                         | 超大型歴史アカデミー史上初!1億3000万人が選ぶニッポン人が好きな偉人ベスト100天才編（日本テレビ） |
| 1月5日                                                         | 激録!!交通警察24時生死の現場にカメラはいた |
| 1月5日                                                         | 最強集結!ロバートの全日本オタクサミット |
| 1月5日 9月13日 12月30日                                        | プロ野球クビを宣告された男たち 栄光…失職…再起…波瀾万丈ドキュメント プロ野球を戦力外になった男たち(TBS)                                                                                                 |
| 1月5日 3月27日 10月2日                                         | 志村けんのバカ殿様・初夢!初笑い!SP 春だ!笑いだ全員集合 爆笑!秋の祭典!笑って!2時間SP（フジテレビ） |
| 1月5日 5月5日                                                  | 欽ちゃん&香取慎吾の全日本仮装大賞（日本テレビ） |
| 1月5日 4月4日 - 8月29日                                        | メデューサの瞳 〜人を見抜く方法教えますSP〜 |
| 1月6日                                                         | 巨大マグロを追え!一攫千金にかけた男達（テレビ朝日） |
| 1月6日                                                         | 世界のプリンセス全部お見せいたします!III |
| 1月6日                                                         | 細木数子VS日本の歴史これがホントの話よ!!新・歴史ミステリー!! |
| 1月6日                                                         | イチ流（テレビ朝日） |
| 1月6日 7月2日                                                  | 土曜プレミアム今年も中居正広の(生)スーパードラマフェスティバル（フジテレビ） |
| 1月7日                                                         | 超豪華!女子プロ花の6人娘ゴルフ対決!! |
| 1月7日                                                         | プロ野球スポーツフェスティバル（読売テレビ） |
| 1月7日                                                         | 世界賞金ハンター戦え芸能人JAPAN（フジテレビ） |
| 1月7日                                                         | ヤバイ10人のオンナが金のために身を削る女のプライドバトル! |
| 1月8日                                                         | 報道特捜プロジェクト"責任者出てこい!"怒り爆発スペシャル（日本テレビ） |
| 1月8日                                                         | 草彅おすぎとピーコの女子アナ07もっと大人になりたいのっ!SP（フジテレビ） |
| 1月8日 7月16日                                                 | はじめてのおつかい新作大冒険スペシャル 夏の大冒険スペシャル（日本テレビ） |
| 1月9日                                                         | 難病と闘う子供たち…私たちはこんな病気と闘っています |
| 1月9日 4月3日 9月25日 12月25日                                 | 爆笑そっくりものまね紅白歌合戦スペシャル (フジテレビ) |
| 2006年9月21日 1月13日 9月18日                                  | 鶴瓶のニッポン武勇伝 言わずに死ねるかっ!!我が家のスゴイ人GP（テレビ朝日） |
| 1月14日                                                        | 関根勤&麻里親子の旭山動物園日記 〜マイナス20度の冬を越す動物と飼育員たち〜（北海道テレビ） |
| 1月21日 11月18日                                               | お菓子おもしろ大事典（テレビ東京） |
| 1月27日 5月12日 11月28日                                       | トリビアの泉 〜素晴らしきムダ知識〜（フジテレビ） |
| 2月10日                                                        | 次長課長の麺遊記 |
| 2月18日 3月18日 7月31日（カスペ!） 9月11日（カスペ!） 12月17日 | 爆笑レッドカーペット（フジテレビ） |
| 3月4日（BSフジTV☆Lab） 10月11日 12月30日                       | 突然!シンデレラ |
| 3月11日 10月14日 2008年1月2日                                  | 美川・桜塚のおだまりSP〜三大海鮮市場食いだおれの旅〜 また出たな妖怪!美川・桜塚の今から間に合う秋の房総海鮮グルメ市場の旅（フジテレビ） 新春特番!出たな妖怪                                             |
| 3月14日                                                        | 経済エンターテイメント!ヘルメスの悪戯 |
| 3月19日 9月17日                                                | みのもんたの全国警察犯罪捜査網!“指名手配犯”緊急TV公開ナマ捜査!泣く子も黙る“デカ”スペシャル |
| 3月19日 9月10日                                                | FNS5000番組10万人総出演! がんばった大賞（フジテレビ） |
| 2006年10月28日 3月20日                                         | 運ころがしの旅（日本テレビ） |
| 3月22日 10月11日 -                                             | カミングアウトバラエティ・秘密のケンミンSHOW |
| 3月23日 9月28日                                                | ウンナン極限ネタバトル! ザ・イロモネア 笑わせたら100万円（TBS） |
| 2006年12月6日 3月23日 9月21日                                  | 新説!?みのもんたの日本ミステリー!〜失われた真実に迫る〜（テレビ東京） |
| 3月24日                                                        | 今夜開催!夢の歌謡祭ミリオンアーティストライブ2007 （日本テレビ） |
| 3月24日 12月27日                                               | 中居正広プロ野球革命2007 タブーに挑戦!朝まで徹底討論会（テレビ朝日） |
| 3月27日                                                        | 春は女子アナNG祭り ニュースの女王決定戦 （日本テレビ） |
| 3月27日 9月25日                                                | 人志松本のすべらない話（フジテレビ） |
| 3月28日                                                        | ザ・カラオケバトル'07夢のメガヒット歌合戦あなたは何曲歌える!?30年の名曲ランキング総まくりスペシャル!                                                                                                   |
| 3月29日 12月27日                                               | 爆笑!感動!第2弾 伊東四朗&泉ピン子の夫婦劇場!橋田壽賀子今夜も参戦!ワケありオモロイ夫婦一刀両断 伊東四朗&泉ピン子の夫婦劇場!妻だらけの年末忘年会                                                         |
| 3月30日                                                        | ニッポン人が好きな100人の偉人 英雄編1位はいったい誰なんだSP!（日本テレビ） |
| 3月30日                                                        | アパッチナイトフジ（フジテレビ） |
| 3月31日 9月29日                                                | オールスター感謝祭'07（TBS） |
| 3月31日                                                        | 江原啓之&嵐現代人の悩みを救え!緊急生放送スペシャル!!〜明日への扉〜 |
| 4月2日                                                         | スイーツ騎士 |
| 4月2日 9月28日 12月29日                                        | スーパービンゴナイト! |
| 4月2日 10月24日（水トク!）                                     | 爆笑問題プレゼンツ・世界のゴールデンタイム!!超人気番組大集合スペシャル! |
| 4月3日                                                         | サンパチマイク |
| 4月3日                                                         | ENDLI☆TV |
| 4月3日 12月29日                                                | クイズ!国民の声 |
| 4月3日 9月26日                                                 | びっくり!新世界地図世界のスゴイ映像祭りあなたの知らない世界見せますスペシャル びっくり!新世界地図世界のすごい映像祭り あなたの知らない世界見せますスペシャル（日本テレビ）                             |
| 4月4日 10月4日                                                 | 笑福亭鶴瓶のメインキャスト! |
| 4月5日                                                         | 紳助にダマされるな!“ザ・ディール2!!”1000万円か?1円か!?全世界熱狂の現金獲得ショー今夜再び上陸!(TBS) |
| 4月5日 9月20日 12月21日                                        | みのもんた（秘）生活公開ウチくる!?スペシャル 東国原知事&ウエンツ誰も知らない（秘）私生活大公開ウチくる!?SP ウチくる!?ゴールデン2時間スペシャル（仮）                                                   |
| 4月6日                                                         | スポパラ有言実行決死隊 |
| 2006年12月30日 4月6日 6月29日                                  | 叱って!ブロンド先生〜英会話ダメ出しバラエティ〜 |
| 4月7日                                                         | 今すぐ歌いたい!最強のカラオケヒットソング全部ご本人の歌でお見せしますSP3 |
| 4月7日                                                         | 歴史大河バラエティークイズひらめき偉人伝日本で一番知られている偉人は誰だ!?SP |
| 4月7日                                                         | 日本偉人大賞2007 歴史を変えた超エライ人SP（フジテレビ） |
| 4月7日                                                         | NEWS2007〜ダウンタウンがキャスターやりますSP春〜 |
| 4月8日                                                         | 親孝行プロジェクト!人生で一番恥ずかしい休日 |
| 4月10日 10月4日                                                | 決定!全国47都道府県超ランキングバトル!!出身県で性格診断!?ニッポン県民性発表SP |
| 4月13日                                                        | 激録!空飛ぶERドクターヘリ命を救え衝撃救命スペシャル!! |
| 4月13日 10月29日 -                                             | 一茂&良純（秘）リサーチ我が家は変じゃない!1億人お茶の間の真実 |
| 4月14日                                                        | 激闘大家族ファイナル9男6女5孫!!市川家完全密着3500日完結編 |
| 4月15日 7月22日 8月5日（にっぽんの底力） 9月2日 -              | いよっ!日本一 |
| 1月5日 4月16日                                                 | 細木数子のこれがホントの話よ! 細木数子のこれがホントの話よ!春の六星占術祭り |
| 4月8日 4月18日 10月3日                                         | 新タイムショックスペシャル |
| 2006年9月22日 4月9日 10月5日                                   | 歌手に挑戦!カラオケ★バトル（テレビ東京） |
| 4月13日 10月12日                                               | 史上最強のメガヒット カラオケBEST100 完璧に歌って1000万円（テレビ朝日） |
| 4月23日 12月6日（モクスペ）                                    | SPORTS★LEGEND（日本テレビ） |
| 4月30日                                                        | 20年大河バラエティ!目からウロコ…1986年バブル経済から2007年 超近現代史! |
| 5月4日 9月27日 モクスペ                                        | 謎を解け!まさかのミステリー（日本テレビ） |
| 5月6日（日曜ワイド） 7月8日（日曜ワイド） 10月27日             | よくある質問 |
| 5月14日 - 5月18日 7月30日 - 8月3日                             | シャキーン! |
| 5月15日                                                        | カスペ! 超魔術vs超能力!!これは奇跡か!?Mr.マリックが世界の怪人たちを徹底検証スペシャル!! |
| 5月18日 9月21日 12月30日                                       | 金曜プレステージ さんま・福澤のホンマでっか!?ニュースSP |
| 5月20日 7月15日 9月9日 10月19日 -                              | 未来教授サワムラ |
| 5月29日                                                        | カスペ! お客様は神様かよっ!? |
| 6月2日 12月29日                                                | 土曜プレミアム 人志松本のすべらない話ザ・ゴールデン |
| 6月3日 9月29日                                                 | カンゴロンゴ（NHK総合） |
| 6月9日（サタデーバリューフィーバー） 9月17日                   | あらすじで楽しむ世界名作劇場 |
| 6月5日                                                         | カスペ! フジ銀行 芸能人のサイフの中身(秘)徹底チェック! |
| 6月19日（カスペ!） 10月5日                                     | 世界びっくり人間!ニッポン(珍)滞在記 |
| 6月22日 8月25日（ドスペ2） 10月13日                            | 勉強してきましたクイズ ガリベン! |
| 6月24日                                                        | ニッポンを釣りたい!〜気になる人と旅に出よう〜（テレビ新広島） |
| 6月26日                                                        | カスペ ドリフ大爆笑!!!!放送30周年記念番組（フジテレビ） |
| 6月30日                                                        | 土曜プレミアム 世界がもし100人の村だったら (テレビ番組)（フジテレビ） |
| 6月22日 7月13日（プレミアム10）                                | 松本人志の大人間論〜究極の笑いを求め続けて〜（NHK総合） |
| 7月3日                                                         | カスペ!現役教師1000人大告白!これが今どきの学校だSP |
| 7月6日 9月28日                                                 | 芸人魂!ガチレース（朝日放送） |
| 7月10日                                                        | カスペ!お笑い芸人親子で漫才王座決定戦スペシャル |
| 7月13日 12月26日                                               | 史上最強のドッキリ大作戦 〜特殊メイクで芸能人大変身〜2（テレビ東京） |
| 7月15日 10月6日                                                | 芸能界フラ部〜マジでフラしちゃいました!〜（フジテレビ） |
| 7月15日                                                        | サンデーデラックス 発足!芸能界PTA（朝日放送） |
| 2006年12月19日 7月19日 モクスペ                                | ダウンタウンvsDr.レオン・あなたは見破れるか?史上最強のマジックSP2 |
| 7月21日 10月27日（再放送） 11月10日 12月11日（カスペ!）        | マリー・アントワネット〜女のウワサ〜 |
| 7月28日 - 7月29日                                              | FNS27時間テレビ みんな“なまか”だっ!ウッキー!ハッピー!西遊記! |
| 8月4日                                                         | アナだらけ!(ytv) |
| 8月5日                                                         | サンデーデラックス 世界!キテレツ人間大賞2007 |
| 8月14日                                                        | むし伝説（テレビ東京） |
| 8月18日                                                        | ベッキーズスクール（NHK） |
| 8月18日                                                        | 特集今夜はテレビでケータイ短歌 |
| 8月16日（モクスペ事前番組） 8月18日 - 8月19日                  | 24時間テレビ 「愛は地球を救う」30（日本テレビ） |
| 8月19日                                                        | サンデーデラックス ネタ祭り2007夏の陣 東西対抗お笑いGP |
| 8月26日                                                        | 夢応援バラエティ ゴールデンエイジ（関西テレビ） |
| 2006年10月6日 8月27日                                          | 芸能人が熱愛スターを本気で追っかけSP熱狂的ファンツアー!（テレビ東京） |
| 2006年10月6日 8月27日                                          | あッと驚く日本人を世界の隅々で探してきましたSPベスト20!!（テレビ東京） |
| 8月28日                                                        | 子供たちの大挑戦!からくりNEOドミノ甲子園（テレビ東京） |
| 8月30日                                                        | 100円玉に愛を込めて 〜世界の子供たちのために〜（テレビ東京） |
| 8月30日 11月22日                                               | モクスペ 今夜は芸人が超本気!最強デュエット歌合戦 |
| 9月2日                                                         | サンデーデラックス 世界のGOOD日本&BAD日本 |
| 9月2日                                                         | ニューカマーズ 女優処女〜彼女たちのヒロイン初体験7日間〜 |
| 9月3日                                                         | 月曜ゴールデン 未来の子どもたちへ 地球の危機を救うお金の使い方 |
| 9月7日                                                         | ライオンスペシャル 第27回全国高等学校クイズ選手権（日本テレビ） |
| 9月8日                                                         | 旅するタンタン麺〜四川料理のルーツ・大西南を訪ねて（テレビ西日本） |
| 9月8日                                                         | ジャガー横田夫妻のマイホーム大作戦!IN西海岸（フジテレビ） |
| 9月9日                                                         | 読んだ気になるテレビ（フジテレビ） |
| 9月9日                                                         | 吹け!アジアの新風（テレビ東京） |
| 9月12日                                                        | 水トク! 巨星・阿久悠の世界〜永遠をありがとう |
| 9月16日                                                        | エプソンスペシャル 地球の歩き方〜クロアチアからの旅（テレビ朝日・BS朝日） |
| 9月16日                                                        | サンデーデラックス 近未来予測!テレビ ジキル&ハイド（朝日放送） |
| 9月17日                                                        | ふたりでマゴまご 2007（NHK総合） |
| 9月17日                                                        | 名曲ベストヒット歌謡（テレビ東京） |
| 9月18日                                                        | カスペ! 青春アカペラ甲子園全国ハモネプLEAGUE |
| 9月18日 12月26日                                               | 本当にあった日本史サスペンス劇場（日本テレビ） |
| 9月19日                                                        | 堂本光一プレゼンツ 世界の凄腕マジシャンが大暴れ!史上最強のマジックTV“奇跡の宴”仰天の神業を全部集めましたSP（日本テレビレ）                                                                             |
| 9月19日                                                        | みのもんた懐かしの歌謡曲（テレビ朝日） |
| 9月20日                                                        | モクスペ 歓迎!志村けん一行様爆笑珍道中!ニッポン大発見の旅 |
| 9月20日                                                        | 雨上がり決死隊のトーク番組アメトーーーーーーク!懐かしテレビ&アニメものまね高速ベロスペシャル |
| 9月20日 2008年1月23日 -                                        | 珍・衝撃映像バラエティニッポン珍百景（テレビ朝日） |
| 9月21日                                                        | 大和魂みせつけろ!日の丸背負い芸能人が本気で世界大会に挑戦（テレビ東京） |
| 9月21日 11月11日サンデーデラックス                             | 一攫千金ヤマワケQ! "責任者はお前だ!"（朝日放送） |
| 9月22日                                                        | ギョギョ仰天映像の嵐スッゲぇヘンな生き物に学ぶ!ネプ理科SP |
| 9月22日                                                        | ニッポンのたからもの（フジテレビ） |
| 9月22日                                                        | 舞妓さんもビックリ!?高田純次の秋の京都で逸品を探せ（フジテレビ） |
| 9月22日                                                        | 高田純次芸能生活30周年ぐらい記念 テキトーにやりましたSP（フジテレビ） |
| 9月22日                                                        | 大胆MAPスペシャル（テレビ朝日） |
| 9月22日 9月29日                                                | ぶっちゃけトークバトル告発のゆくえ芸能人SP 告発!10人の怒れる芸能人（フジテレビ） |
| 9月23日                                                        | DOORS 2007 |
| 9月23日                                                        | ドラマレジェンドスペシャル HERO |
| 9月24日                                                        | 今夜歴史が変わる!古代エジプト三大ミステリー天才考古学者ザヒ・ハワースの新発見!（日本テレビ） |
| 9月24日                                                        | 月曜ゴールデン古代文明ミステリー幻のアンデス黄金帝国インカに眠る12の謎!! |
| 9月24日                                                        | ザ・決断!スペシャル・命を懸けたあの一瞬 |
| 9月25日                                                        | 秋のお宝3時間スペシャル ウンチクバトル!宝物検定 これが日本の宝だ!（テレビ東京） |
| 9月27日                                                        | 浜田警察24時!アホアホ犯罪撲滅SP!!超豪華27人熱演ドラマ11事件(読売テレビ) |
| 9月27日                                                        | 秋の感動ドキュメント 大家族合計21人の交換留学!海を越えた友情日本Vs南国バヌアツ!涙…笑い…感動すべて見せますSP (TBS)                                                                                      |
| 9月28日                                                        | インカ帝国最大の謎ついに発見!聖なる黄金の都パイティティ（テレビ東京） |
| 9月29日                                                        | |
| 緊急!ビートたけしの独裁国家で何が悪い!（日本テレビ）           | |
| 特捜! 発掘!解析!世界の未確認映像114分（テレビ朝日）            | |
| 既婚芸人バラエティ マリッジ☆スター（フジテレビ）               | |
| 10月1日                                                        | 緊急がっちりマンデー!!年金のギモン完全解消知らなきゃ大損SP |
| 10月1日                                                        | 芸能人落語研究会 お後がよろしいようで(TBS) |
| 10月1日                                                        | ケイゾク情報バラエティ 雨上がりの追っかけ〜(TBS) |
| 10月2日                                                        | 輝け芸能人なりきりバンド王座決定戦SP“ザ・タレバンコン”(TBS) |
| 10月2日                                                        | 真夜中はピクニック（フジテレビ） |
| 10月3日                                                        | 大グータンヌーボ 恋する女たち勢ぞろい&初ドラマSP! |
| 2006年3月31日 2006年9月22日 10月5日                            | 輝く命III〜衝撃の運命と家族の愛〜（テレビ東京） |
| 10月5日                                                        | 世界弾丸トラベル大賞!今週末は0泊3日で海外へ!あなたも行ける絶景・楽園・文化 遺産SP(TBS) |
| 10月5日                                                        | 温泉達人が選ぶ秘境の絶景温泉!!（テレビ東京） |
| 2006年12月30日 10月6日                                         | 写真物語（フジテレビ） |
| 10月7日                                                        | 坂口憲二&エビちゃん 京都・大阪満喫デート（フジテレビ） |
| 10月7日                                                        | サンデーデラックス1億3000万人で見守る出産の瞬間スペシャル壮絶&感動の密着取材今夜!3つの命が誕生 |
| 10月8日 - 10月10日                                             | いのちの輝きスペシャル(TBS) |
| 10月8日 12月26日                                               | アインシュタインの眼 体育の日スペシャル「スーパープレーの一瞬に迫れ」（NHK総合） アインシュタインの眼 年末スペシャル                                                                                   |
| 10月9日 12月30日                                               | おとなの学力検定スペシャル小学校教科書クイズ!2007（日本テレビ） |
| 10月9日                                                        | 夜のロックスタジオ（フジテレビ） |
| 10月11日                                                       | CHIMPAN NEWS CHANNELスペシャル |
| 10月11日                                                       | FCI20周年記念特別番組 羽ばたけ歌う天使たち〜ロサンゼルス高校合唱部の軌跡〜 |
| 10月12日                                                       | ダウトをさがせ!2007（毎日放送・TBS） |
| 10月12日                                                       | ラブノート〜あなた愛されてますか?（フジテレビ） |
| 10月12日 11月12日登龍門ニューカマーズ（再放送）                | ハリセンボン英会話（フジテレビ） |
| 10月14日                                                       | 名門に生まれるということ…〜市川海老蔵・宿命と苦悩の物語〜（フジテレビ） |
| 10月15日                                                       | プロキング（フジテレビ 登竜門） |
| 10月16日                                                       | カスペ! 芸能界騒然!ドッキリ秋の祭典!性格改善クリニック!! |
| 10月20日                                                       | キッコーマンpresents新和食発見の旅 ニューヨークへの挑戦状 |
| 10月20日                                                       | イケメンVS芸人 5000円で日本列島縦断バトル |
| 10月21日                                                       | サンデーデラックス世界の子供がSOS!THE★仕事人バンク マチャアキJAPAN |
| 10月22日                                                       | ハローキティのマナーツアー（フジテレビ 登竜門） |
| 10月22日                                                       | 給料いくら?お隣さんの手取り全部みせちゃうぞスペシャル（テレビ東京） |
| 10月22日-10月25日 10月29日-11月1日                             | がんばれニッポン!W杯バレーでJUMP〜百識課外授業〜（フジテレビ） |
| 10月23日                                                       | 爆チュー問題深夜特番 |
| 10月27日                                                       | たけしの日本教育白書2007 |
| 11月1日                                                        | モクスペ 芸能人はずかし&新作映像100連発（24時間テレビ 「愛は地球を救う」からのスピンオフ作品） |
| 11月3日                                                        | 爆笑問題の面白社会学 エンタな解体新書!（中京テレビ） |
| 11月5日 11月30日（BSフジ）                                     | フォーク・デイズ〜クローンズ夢一夜〜「南こうせつ坂崎幸之助」 |
| 11月8日                                                        | モクスペ 奇跡の生還! 九死に一生スペシャル |
| 10月27日 11月24日 12月30日                                     | 月刊!検定パンチ |
| 11月13日                                                       | カスペ! 本当にあったアタックNo.1 〜実録!高校バレー密着365日〜 |
| 11月17日                                                       | 超能力プロジェクト2007〜スーパーナチュラル〜 |
| 11月20日                                                       | 大自然!生涯現役!スーパー漁師突撃伝説（テレビ東京） |
| 11月25日                                                       | サンデーデラックス パナソニックスペシャル・日本を決めた男 聖徳太子の大改革（テレビ朝日） |
| 12月1日                                                        | 人生最大のサプライズ プロポーズ大作戦!(TBS) |
| 12月5日                                                        | FNS歌謡祭 |
| 12月8日                                                        | 堀北真希10代最後の大冒険!ヨーロッパ3カ国 自転車200キロの旅（フジテレビ） |
| 12月9日                                                        | 小学生クラス対抗30人31脚 |
| 12月9日                                                        | 再婚したいオトコ!〜おネエと行く!脱ダメ男旅〜（東海テレビ） |
| 12月9日                                                        | 日本サッカーの救世主を探せ!〜世界に通じる10代とは〜（テレビ静岡） |
| 12月11日                                                       | 1億3000万人が選ぶ!ベストアーティスト07 |
| 12月12日                                                       | 発表!第40回日本有線大賞 |
| 12月16日                                                       | Music B.B.アワード2007（サンテレビ） |
| 12月16日                                                       | 堺正章の憧れのパリ〜モナコ最旬紀行〜フランスで輝く日本人たち〜 |
| 12月18日                                                       | カスペ!「緊急特番!全国一斉日本人テスト〜大人は知らなきゃ恥をかく!?日本の常識〜」 |
| 12月18日                                                       | 紅白検定（NHK総合） |
| 12月20日                                                       | 芸能人(秘)密着24時!天使が見てる!生活密着研究所 |
| 12月21日                                                       | みんなで応援バラエティ THEぼきんショー（テレビ東京） |
| 12月21日                                                       | ロンドンブーツクリスマススペシャル（テレビ朝日） |
| 12月22日                                                       | 日テレ系生放送の人気司会者大集合 番組対抗2007 まちがいだらけのニュース検定 |
| 12月22日                                                       | 翔太へ… 最期のメッセージカンニング中島全記録 |
| 12月22日                                                       | さんま&SMAP!美女と野獣のクリスマススペシャル'07（日本テレビ） |
| 12月23日                                                       | スイートXmas（NHK総合） |
| 12月23日                                                       | FNN特命取材班・報道A2007 |
| 12月23日                                                       | M-1グランプリ2007決勝 |
| 12月23日                                                       | 中村勘三郎 (18代目)父から子へ伝えるべき大切なもの |
| 12月23日                                                       | HAPPY Xmas SHOW!音楽とクリスマスが出会う夜 |
| 12月24日                                                       | THE検定★ぎふ100% |
| 12月24日                                                       | 明石家サンタの史上最大のクリスマスプレゼントショー（フジテレビ） |
| 12月25日                                                       | 太田内閣の2007年大総括! |
| 12月25日                                                       | 史上最大スポーツ大感謝フェスティバル |
| 12月25日                                                       | クリスマスの約束 |
| 12月25日                                                       | 家族の絆 再生スペシャル(テレビ東京) |
| 12月25日                                                       | HIGH×HIGH TEEN〜とびっきりのシュミニケーション〜（フジテレビ） |
| 12月25日                                                       | もしも（フジテレビ） |
| 12月25日                                                       | 清水ミチコの20周年だからリップサービス |
| 12月26日                                                       | ビートたけしプレゼンツ“1989/つづくで終わる物語”（テレビ朝日） |
| 12月26日                                                       | くりぃむしちゅーの世界初!未来デパート見たら絶対ほしくなる(秘)新商品カタログSP（テレビ朝日） |
| 12月26日                                                       | ロードオブザ・エンゲージリング（フジテレビ） |
| 12月26日                                                       | 笑っていいとも!年忘れ★特大号（フジテレビ） |
| 12月26日                                                       | 井上陽水スペシャルテレビ リリーとボクと時々、オセロ中島知子 |
| 12月27日                                                       | モクスペ「カジキを釣って4億円」 |
| 12月27日                                                       | 徳光&中居の豪快年忘れ!超一流アスリート大感謝祭!（日本テレビ） |
| 12月27日                                                       | 世界一奇妙なクイズ（テレビ朝日） |
| 12月27日                                                       | みのもんたのニッポンの品格〜昭和を創った男たち〜(テレビ東京) |
| 12月27日                                                       | 今すぐ使える瞬間雑学タイミングの神様（フジテレビ） |
| 12月27日                                                       | 鍵穴（フジテレビ） |
| 12月28日                                                       | 女の花道イバラ道（テレビ朝日） |
| 12月28日                                                       | ルビンの壷〜賢者のささやき〜（フジテレビ） |
| 12月28日                                                       | BBQ おバカ芸能人ヲ撲滅セヨ!無人島脱出クイズ（日本テレビ） |
| 12月28日                                                       | 2008年!アイドルマニアが選ぶ!必ずブレイクするアイドル（日本テレビ） |
| 12月28日                                                       | イキザマスター（フジテレビ） |
| 12月28日 12月29日                                              | お笑い Dynamite!(TBS) |
| 12月28日 - 2008年1月2日                                        | 新・日本百景 100年後に残したい日本の姿(BS日テレ、BS-i、BSフジ、BS朝日、BSジャパン) |
| 12月29日                                                       | ザ・判決!（NHK総合） |
| 12月29日                                                       | 偉大なる未来図鑑 |
| 12月29日                                                       | 関ジャニ∞の代打屋（テレビ朝日） |
| 12月29日                                                       | マモレ!絶滅ニンゲン(テレビ東京) |
| 12月30日                                                       | ワラシャワ 笑謝和(NHK総合) |
| 12月30日                                                       | ラジかるッ ×ラジかるッ全国制覇'07年忘れ祭り |
| 12月30日                                                       | 爆笑スタイルチェンジ(日テレ) |
| 12月30日                                                       | あの伝説の番組再び!“イカ天2007復活祭”名物バンド激レア映像 今夜限りの大放出スペシャル |
| 12月30日                                                       | 2007年検定（フジテレビ） |
| 12月30日                                                       | ビートたけしの超常現象10周年記念SP |
| 12月30日                                                       | ザ・熱中ナイト(テレビ東京) |
| 12月31日                                                       | ついていったらこうなった（フジテレビ） |
| 12月31日                                                       | 出発!得する情報巡り旅 ザ・通アー!（フジテレビ） |
| 12月31日                                                       | 全国おもしろニュースグランプリ2007 |
| 12月31日                                                       | 年忘れ!吉本お笑いオーケストラ2007 |
| 12月31日                                                       | 第58回NHK紅白歌合戦（NHK総合・BS2・BS-hi・NHKワールド・ラジオ第1） |
| 12月31日                                                       | 1億分の1の男（フジテレビ） |
| 12月31日                                                       | ダウンタウンのガキの使いやあらへんで!!大晦日年越しスペシャル絶対に笑ってはいけない病院24時!!（日本テレビ系列）                                                                                         |
| 12月31日                                                       | よゐこ無人島0円生活 大晦日スペシャル（テレビ朝日系列） |
| 12月31日                                                       | 今すぐ使える豆知識 クイズ雑学王・年またぎ最強雑学王大決定戦スペシャル!! |
| 12月31日                                                       | たむけんファミリーで年越しっちゃ〜(サンテレビ) |

## その他のテレビに関する話題
- 1月22日 - 浅草ふくまる旅館でせんだみつおの長男・中野雄太が調理師見習いの飯田哲平役で俳優デビュー（親子共演）
- 3月16日 - 特命係長 只野仁（3rdシーズン）で、梅宮辰夫と長女の梅宮アンナが共演した。
- 7月6日 - 山田太郎ものがたりで、山田優の弟・山田親太朗が高校生役で俳優デビュー
- 9月30日 - BSアナログハイビジョン番組の放送が終了。10月31日に停波。
- 12月1日 - BSデジタル放送で、日本BS放送（BS11デジタル）とワールド・ハイビジョン・チャンネル(TwellV)の2社が開局。またスターチャンネルBSがハイビジョン放送に移行。